# Biển

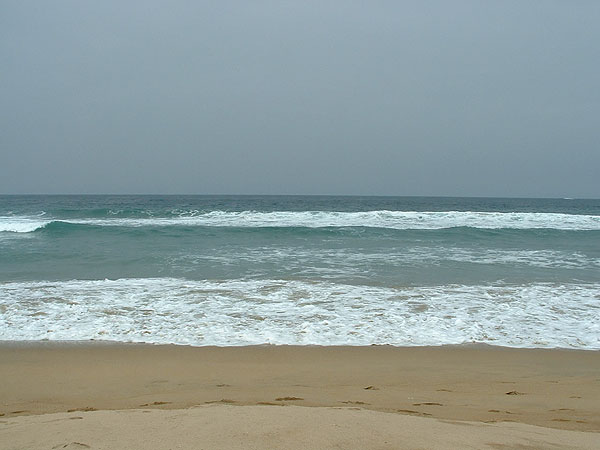
Bờ biển miền trung Chile

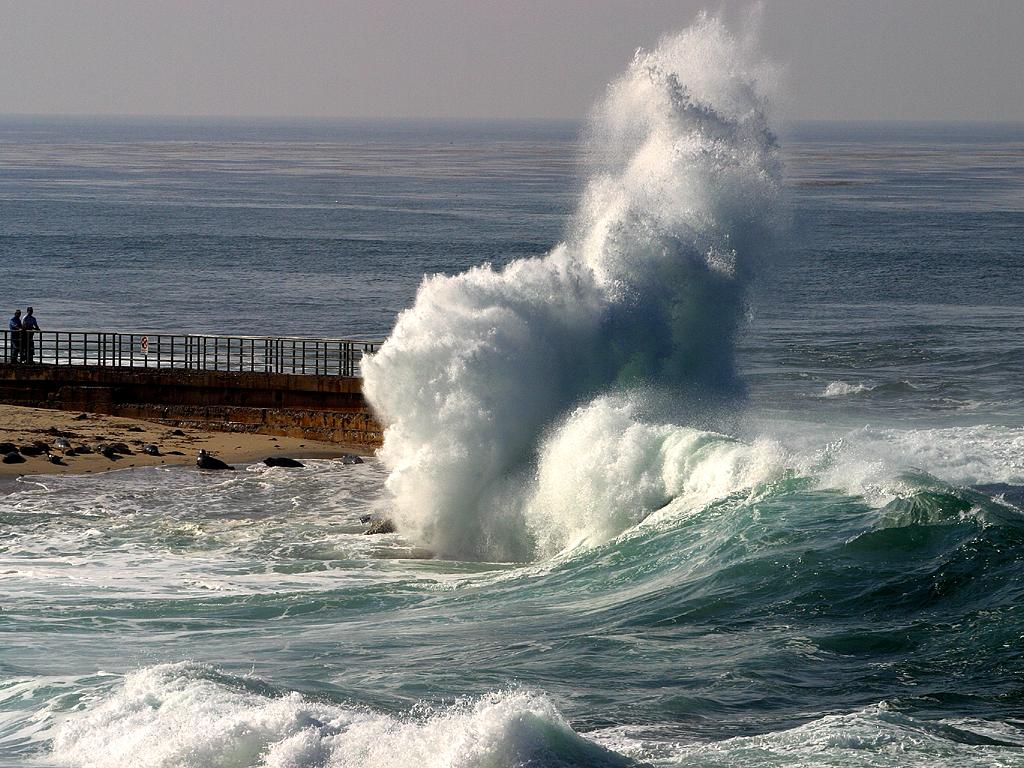
Một con sóng đánh vào bờ biển tại Vịnh Santa Catalina

Biển nói chung là một vùng nước mặn rộng lớn nối liền với các đại dương, hoặc là các hồ lớn chứa nước mặn mà không có đường thông ra đại dương một cách tự nhiên như biển Caspi, biển Chết. Thuật ngữ này đôi khi cũng được sử dụng với một số hồ nước ngọt khép kín hoặc có đường thông tự nhiên ra biển cả như biển Galilee ở Israel là một hồ nước ngọt nhỏ không có đường thông tự nhiên ra đại dương hay Biển Hồ ở Campuchia. Thuật ngữ này được sử dụng trong đời sống thông thường như một từ đồng nghĩa với đại dương, như trong các câu biển nhiệt đới hay đi ra bờ biển, hoặc cụm từ nước biển là chỉ một cách rõ nét tới các vùng nước của đại dương nói chung.
Các ion phong phú nhất trong nước biển là clo và natri. Nước biển còn có magiê, sulfat, calci, kali, và nhiều thành phần khác, một số có hàm lượng rất nhỏ. Độ mặn của nước biển thay đổi rất lớn. Biển có độ mặn thấp ở những lớp nước gần bề mặt và các cửa sông lớn, và cao hơn theo chiều sâu của đại dương, tuy nhiên, tỷ lệ tương đối của các muối hòa tan thay đổi nhỏ trên khắp các đại dương. Carbon dioxide từ không khí hiện đang được hấp thụ bởi biển với số lượng tăng dần, làm giảm độ pH nước biển trong một quá trình được gọi là axít hóa đại dương, quá trình này có khả năng gây thiệt hại cho các hệ sinh thái biển trong tương lai gần.
Gió thổi trên bề mặt biển tạo ra sóng, mà chúng sẽ vỡ khi chạm đến đới nước nông. Gió cũng tạo ra các dòng chảy mặt do ma sát, vận tốc vận chuyển chậm nhưng đi khắp các đại dương. Hướng dòng chảy được điều chỉnh bởi các yếu tố bao gồm cả các hình dạng của các châu lục và sự quay của Trái Đất (các lực Coriolis) dòng biển sâu, được gọi là dòng muối nhiệt, mang nước lạnh từ gần các cực đến tất cả các đại dương. Thủy triều thường dâng lên và hạ xuống 2 lần mỗi ngày, được gây ra bởi sự quay của Trái Đất và các tác động trọng lực của Mặt Trăng quay xung quanh, và ở mức ảnh hưởng ít hơn từ Mặt Trời. Thủy triều có thể có độ cao lớn ở các vịnh hoặc các cửa sông. Sóng thần có thể được gây ra bởi các trận động đất dưới biển phát sinh từ sự chuyển động của các mảng kiến tạo chuyển động, các vụ phun trào núi lửa, lở đất lớn, hoặc tác động lớn do thiên thạch.
Biển có đa dạng về sự sống bao gồm virus, vi khuẩn, động vật nguyên sinh, tảo, thực vật, nấm và động vật sống ở biển, trong đó cung cấp một loạt các sinh cảnh và hệ sinh thái biển thay đổi từ bề mặt nước biển ngập nắng đến các độ sâu rất lớn với áp lực lớn của đáy biển sâu tối và lạnh. Biển cũng thay đổi theo vĩ độ từ vùng nước lạnh bên dưới lớp băng Bắc cực đến đa dạng đầy màu sắc của các rạn san hô ở vùng nhiệt đới. Nhiều nhóm lớn các sinh vật đã tiến hóa từ biển và nguồn gốc sự sống có thể đã bắt đầu từ đó.
Biển cung cấp cho con người những thực phẩm đáng kể, chủ yếu là cá, động vật giáp xác, động vật có vú và rong biển thông qua đánh bắt trong tự nhiên hoặc nuôi nhân tạo. Việc khai thác quá mức các nguồn tài nguyên thực phẩm này đã trở thành một vấn đề lớn.
Biển cũng phục vụ các mục đích khác, bao gồm cả thương mại, du lịch, khai thác khoáng sản dưới biển, điện, chiến tranh, và các hoạt động giải trí như bơi, lướt sóng, đi thuyền và lặn biển. Biển cũng có nguy cơ bị ô nhiễm. Biển đã đóng một phần quan trọng về văn hóa trong suốt chiều dài lịch sử, với sự xuất hiện quan trọng trong văn học, xa nhất là từ tác phẩm Odyssey của Homer, trong nghệ thuật, trong rạp chiếu phim, ở sân khấu, và trong âm nhạc cổ điển. Về biểu tượng, biển xuất hiện như là quái vật như Scylla trong thần thoại và đại diện cho vô thức trong giải mộng.

## Định nghĩa

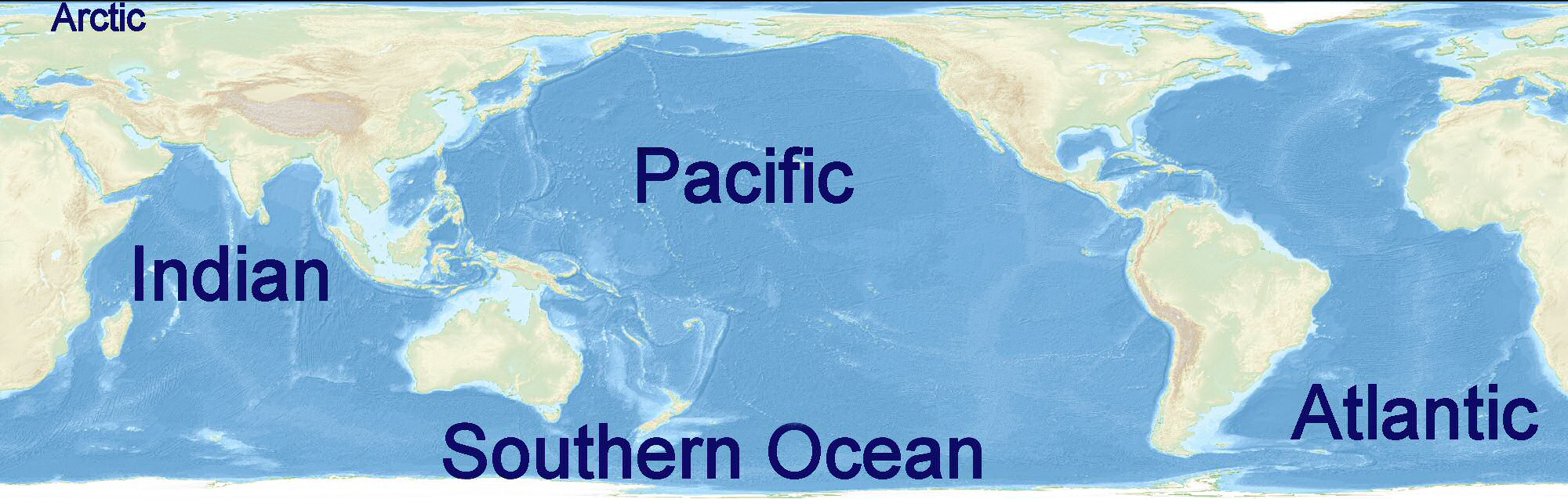
Hệ thống kết nối của tất cả các vùng chứa nước trên Trái Đất.

Biển là hệ thống kết nối của tất cả các vùng chứa nước của Trái Đất, bao gồm năm đại dương lớn: Đại Tây Dương, Thái Bình Dương, Ấn Độ Dương, Nam Băng Dương và Bắc Băng Dương. Từ "biển" được sử dụng trong tên của một vùng nước mặn cụ thể, nhỏ hơn, chẳng hạn như Biển Bắc hoặc Biển Đỏ.
Không có sự phân biệt rõ ràng giữa biển và đại dương, mặc dù vùng biển nhỏ hơn, và là một phần hoặc toàn bộ giáp với đất liền. Tuy nhiên, biển Sargasso không có bờ biển và nằm trong một dòng chảy Bắc Đại Tây Dương.
Biển nói chung là lớn hơn so với hồ và chứa nước mặn, nhưng biển Galilee là một hồ nước ngọt. Công ước Liên Hợp Quốc về Luật biển khẳng định tất cả các đại dương là "biển".

## Vật lý học

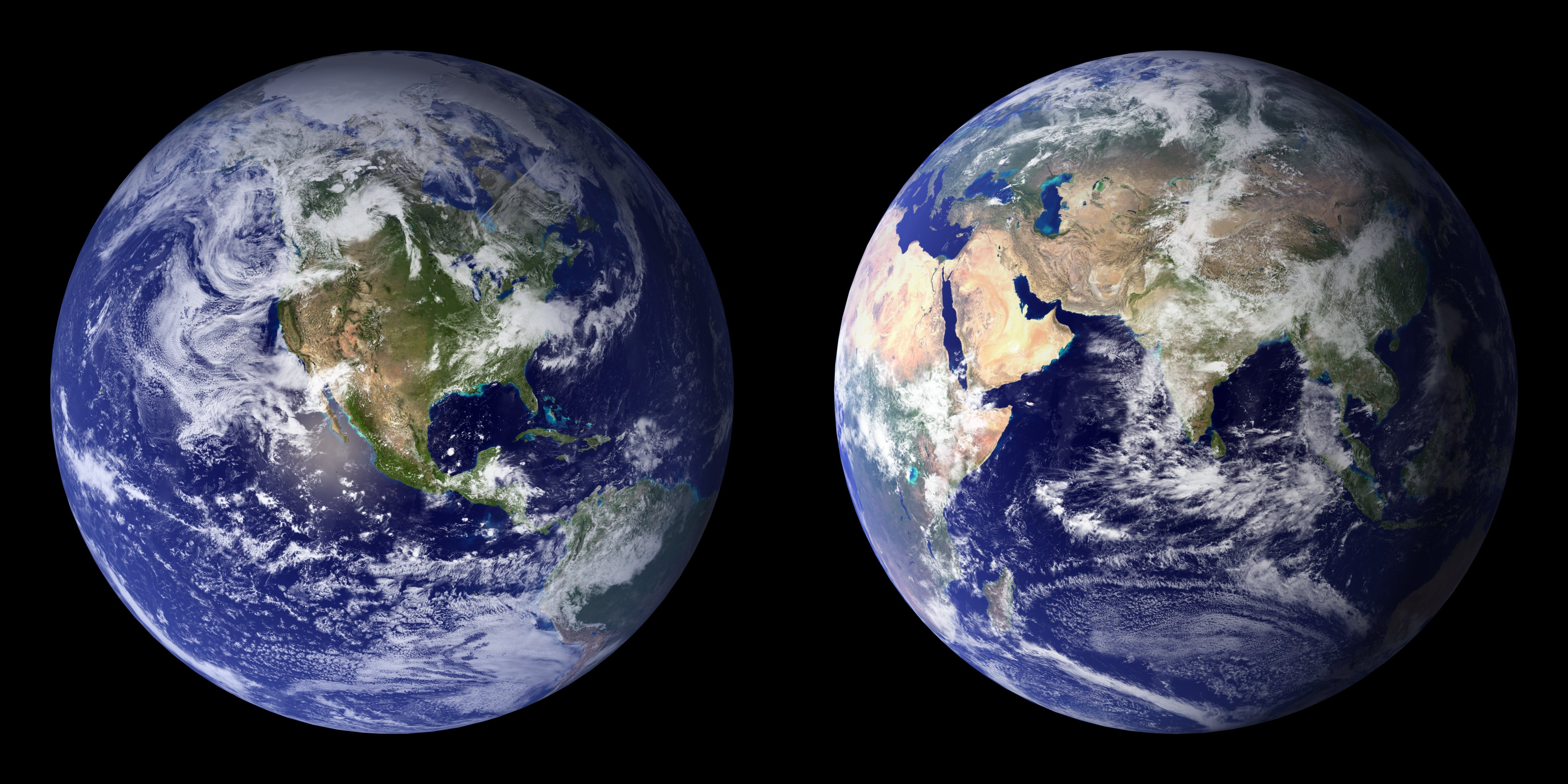
Hình ảnh Trái Đất của NASA năm 2001

Trái Đất là hành tinh duy nhất trong Hệ Mặt trời với bề mặt chất lỏng,(tr22) nhưng các hành tinh giống Trái Đất trong các hệ hành tinh ngoài Hệ mặt trời có thể có đại dương. Biển bao phủ hơn 70% bề mặt Trái Đất với nước ở dạng lỏng.(tr7) Khoảng 97,2% lượng nước của Trái Đất ở trên biển, với khoảng 1,36 tỷ km³ nước mặn. 2,15% số còn lại là băng trong các sông băng, băng trên bề mặt biển, 0,65% còn lại là hơi nước và nước ngọt trong các hồ, sông, đất và không khí.
Nhìn từ vũ trụ, hành tinh của chúng ta xuất hiện như một "viên đá cẩm thạch màu xanh" với các dạng khác nhau của nước: nước mặn ở các đại dương, các khối băng ở hai cực và những đám mây hơi nước. Nhà văn khoa học viễn tưởng Arthur C. Clarke đã từng đề xuất rằng "Trái Đất" nên được đặt tên là "Trái nước" vì diện tích chứa nước chiếm phần nhiều của Trái Đất.(tr7)
Vật lý Hải dương học, hoặc vật lý biển, nghiên cứu thuộc tính vật lý của đại dương bao gồm tương quan giữa nhiệt độ và độ mặn, sóng biển, các sóng ngầm dưới đáy biển, thủy triều trên bề mặt, thủy triều dưới lòng biển, và các dòng hải lưu.(tr14–17) Sự di chuyển của nước với hình thức các hải lưu, thủy triều và sóng ảnh hưởng đến bờ biển và thay đổi khí hậu của khu vực ven biển. Địa vật lý biển liên quan đến việc nghiên cứu về hình dạng và sự mở rộng lưu vực biển và bờ biển.
Việc khai quật đáy biển cung cấp các bằng chứng của các vật liệu tạo ra Trái Đất, cũng như sự trôi dạt lục địa, sự phân bố của các khu vực có hoạt động địa chấn và núi lửa, và sự tích tụ trầm tích mà cuối cùng có thể kết tinh thành đá trầm tích.

### Nước biển

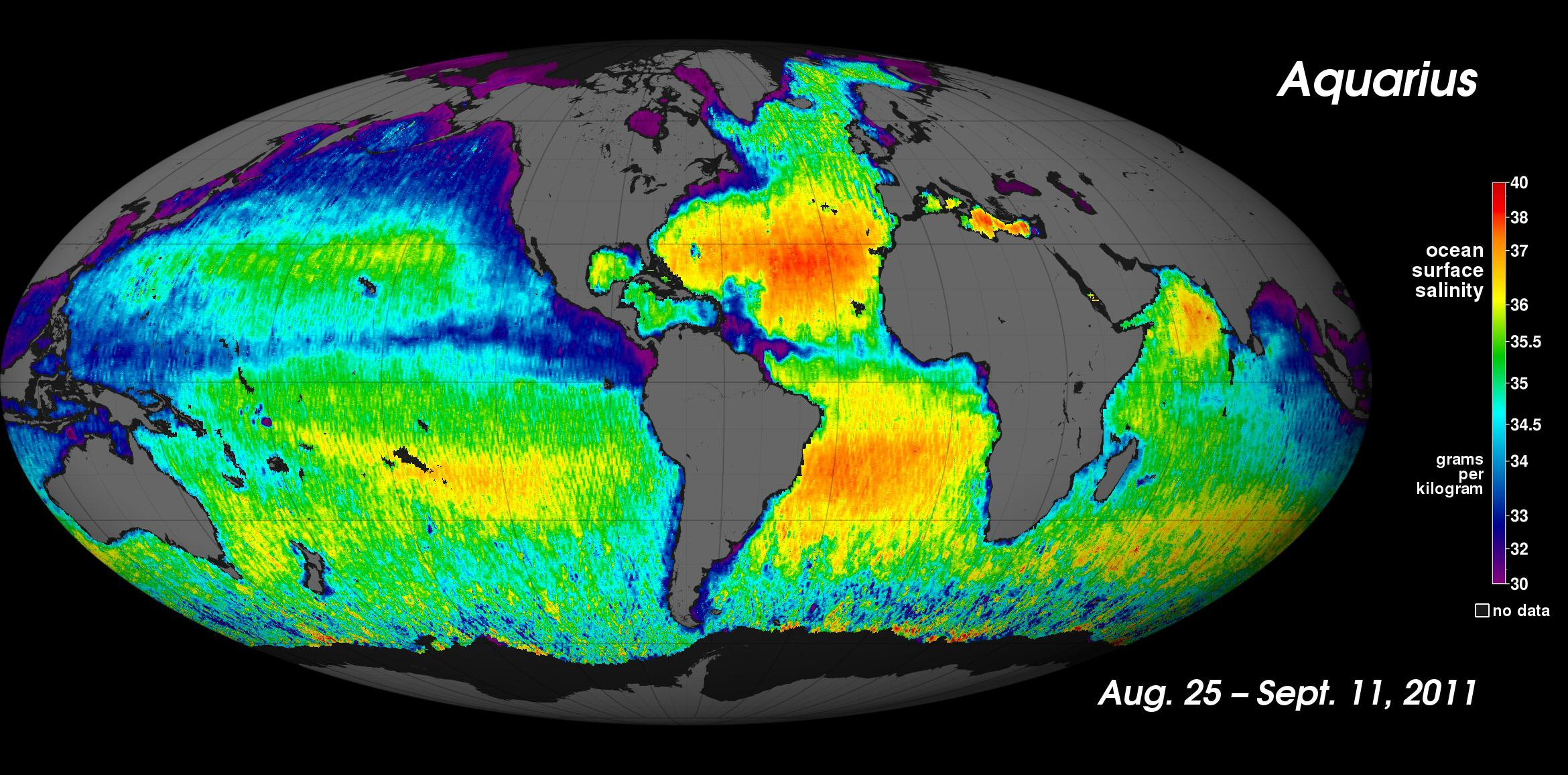
Bản đồ độ mặn bề mặt dựa trên dữ liệu vệ tinh. Màu sắc thể hiện mức độ mặn: đỏ = 40‰ (lớn nhất), tím = 30‰ (nhỏ nhất).

Nước trong biển được cho là có nguồn gốc từ hoạt động phun trào núi lửa trên Trái Đất, bắt đầu cách nay 4 tỉ năm, làm giải phóng các khí từ đá nóng chảy.(tr24–25) Công trình nghiên cứu gần đây hơn cho rằng hầu hết nước trên Trái Đất có thể từ sao chổi. Một đặc điểm quan trọng của nước biển là mặn. Độ mặn thường được đo bằng phần nghìn (ký hiệu ‰), và các đại dương chứa vào khoảng 35 gam (1,2 oz) chất rắn trên một lít, độ mặn 35 ‰ (khoảng 90% nước trong đại dương có độ mặn nằm trong khoảng 34 đến 35‰). Biển Địa Trung Hải có độ mặn cao hơn ở 37 ‰. Thành phần của muối ăn (natri và clo) chiếm khoảng 85% chất rắn hòa tan trong nước biển. Ngoài ra, còn có các ion kim loại khác như magie và calci, và các ion âm như sulphat, carbonat, và bromide. Mặc dù có sự khác biệt độ mặn trong vùng biển khác nhau, các thành phần tương đối của các muối hòa tan là ổn định trong khắp các đại dương của thế giới. Nước biển là quá mặn để con người có thể uống vì thận không thể bài tiết qua đường tiểu những chất mặn như nước biển. Ngược lại, các hồ nước mặn nằm trong lục địa có độ mặn cao hơn trong đại dương, ví dụ như Biển Chết có 300 gam (11 oz) chất rắn hòa tan trong một lít (300 ‰).
| Hòa tan               | nồng độ (‰) | % trong tổng muối |
| --------------------- | ----------- | ----------------- |
| Chloride              | 19,3        | 55                |
| Natri                 | 10,8        | 30,6              |
| Sulphat               | 2,7         | 7,7               |
| Magnesi               | 1,3         | 3,7               |
| Calci                 | 0,41        | 1,2               |
| Kali                  | 0,40        | 1,1               |
| Bicarbonat            | 0,10        | 0,4               |
| Bromide               | 0,07        | 0,2               |
| Carbonat              | 0,01        | 0,05              |
| Stronti               | 0,01        | 0,04              |
| Borat                 | 0,01        | 0,01              |
| Fluoride              | 0,001       | < 0,01            |
| Các chất hòa tan khác | < 0,001     | < 0,01            |

Độ mặn của các vực nước thay đổi theo sự bay hơi từ bề mặt của nó (gia tăng bởi nhiệt độ cao, gió và chuyển động của sóng), lượng mưa, đóng băng hoặc tan chảy của băng biển, sự tan chảy của sông băng, dòng nước ngọt từ sông, và sự pha trộn của các vực nước có độ mặn khác nhau. Ví dụ, biển Baltic là trong một vùng khí hậu mát mẻ với độ bay hơi thấp, có nhiều con sông chảy vào nó và bổ sung liên tục từ Biển Bắc nên tạo ra một lớp nước bên dưới lạnh, dày đặc mà hầu như không hòa lẫn với các lớp bề mặt. Lớp trên cùng có thể có độ mặn 10-15 ‰, với mức độ thậm chí thấp hơn trong các cửa sông. Biển Đỏ ấm có độ bốc hơi cao nhưng lượng mưa thấp; có ít sông đổ vào nó, và Bab-el-Mandeb, nối nó với Vịnh Aden, đây là một vịnh hẹp có độ mặn trung bình 40 ‰.
Nhiệt độ của biển phụ thuộc vào lượng bức xạ mặt trời chiếu trên bề mặt của nó. Ở các vùng nhiệt đới, mặt trời chiếu thường xuyên, nhiệt độ bề mặt biển có thể lên đến hơn 30 °C (86 °F) trong khi ở gần các Cực, nhiệt độ ở trạng thái cân bằng với băng biển vào khoảng −2 °C (28 °F). Có một dòng hải lưu liên tục trong các đại dương. Các dòng hải lưu ấm trên mặt lạnh đi khi chúng chảy xa các vùng nhiệt đới, và nước trở nên đặc hơn và chìm xuống. Dòng nước lạnh di chuyển trở về xích đạo ở dạng các dòng ở dưới sâu, được điều khiển bở sự thay đổi về nhiệt độ và trọng lượng của nước, cuối cùng trồi lên mặt và tiếp tục tuần hoàn. Nước biển sâu có nhiệt độ khoảng −2 °C (28 °F) đến 5 °C (41 °F) trong tất cả các vùng trên toàn cầu.
Nước biển đóng băng ở nhiệt độ khoảng −1.8 °C (28.8 °F). Khi nhiệt độ của nước xuống đủ thấp, các tinh thể băng hình thành trên bề mặt. Các khối băng bề mặt này vỡ thành các mảng nhỏ và kết hợp lại thành đĩa phẳng tạo thành một hệ thống treo dày được gọi là băng đóng ở dưới đáy. Trong điều kiện tĩnh lặng, lớp này bị đóng băng thành một tấm phẳng mỏng được gọi là nilas, nó làm dày các lớp băng mới ở mặt dưới của nó. Trong vùng biển nhiều sóng gió hơn, các tinh thể băng đóng ở dưới đáy cùng tham gia vào đĩa phẳng được gọi là pancake. Các bánh này trượt với nhau và kết hợp lại để tạo thành băng trôi. Trong quá trình làm lạnh, nước muối và không khí bị bắt giữ trong các tinh thể băng. Nilas có thể có độ mặn 12-15 ‰, nhưng theo thời gian, băng biển sau một năm thì nó giảm xuống 4-6 ‰.
Lượng oxy có trong nước biển phụ thuộc chủ yếu vào thực vật phát triển trong đó. Các loài này chủ yếu là tảo, bao gồm thực vật phù du, với một số thực vật có mạch như cỏ biển. Hoạt động quang hợp vào ban ngày của các thực vật này sản sinh oxy, chúng hòa tan trong nước biển và được các động vật biển sử dụng. Vào ban đêm, hoạt động quan hợp dừng lại, lượng oxy hòa tan sụt giảm. Ở đới biển sâu, ánh sáng không đủ khả năng xuyên đến cho thực vật phát triển, thì có rất ít oxy hòa tan. Do thiếu oxy, vật liệu hữu cơ bị phân hủy bởi các vi sinh vật yếm khí tạo ra hydro sulfide. Ấm lên toàn cầu có thể làm giảm hàm lượng oxy trong cả nước tầng mặt do khả năng hòa tan của oxy giảm do ở nhiệt độ cao, và cả trong nước tầng sâu do giảm khả năng hòa tan của oxy do tăng sự phân tầng cột nước.
Lượng ánh sáng xuyên thấu vào biển phụ thuộc vào góc tới của mặt trời, các điều kiện thời tiết, và độ đục của nước biển. Hầu hết ánh sáng phản xạ ở bề mặt, và ánh sáng đỏ hấp thụ xuống ở vài mét từ bề mặt. Ánh sáng vàng và lục xuyên thấu sâu hơn, và ánh sáng xanh và tím có thể xuống đến độ sâu khoảng 1.000 mét (3.300 ft). Không đủ ánh sáng cho quang hợp và thực vật phát triển ở độ sâu dưới 200 mét (660 ft).

### Axít hóa đại dương
Nước biển có tính kiềm nhẹ và độ pH thời kỳ tiền công nghiệp vào khoảng 8,2. Gần đây, các hoạt động nhân sinh đã làm gia tăng hàm lượng carbon dioxide trong khí quyển; có khoảng 30–40% CO2 gia tăng đã được hấp thụ vào các đại dương, tạo thành axít carbonic và làm giảm pH (hiện dưới 8,1) qua một quá trình được gọi là axít hóa đại dương. Giá trị pH được cho là sẽ giảm xuống còn 7,7 (tăng gấp 3 lần nồng độ ion H+) vào năm 2100, đây sẽ là sự thay đổi đáng kể trong thế kỷ này.
Một nguyên tố quan trọng trong việc hình thành khung xương của các động vật biển là calci, nhưng calci cacbonat trở nên dễ hòa tan hơn theo áp suất, vì vậy vỏ sò bằng cacbonat và khung xương hòa tan bên dưới độ sâu bù cacbonat. Calci carbonat cũng dễ hòa tan hơn khi pH thấp hơn, vì vậy axít hóa đại dương có thể có những ảnh hưởng sâu sắc lên các sinh vật biển có cấu trúc calci như sò, hào, hải sâm và san hô, bởi vì khả năng tạo vỏ của chúng sẽ bị giảm, và độ sâu bù đắp cacbon sẽ tăng gần về phía mặt biển. Các sinh vật phù du bị ảnh hưởng sẽ bao gồm các loài động vật hai mảnh vỏ giống ốc như pteropoda, tảo đơn bào được gọi là coccolithophorida và foraminifera. Tất cả các loài này là những phần quan trọng trong chuỗi thức ăn và sự suy giảm số lượng của chúng sẽ có hậu quả đáng kể. Trong vùng nhiệt đới, san hô có khả năng bị ảnh hưởng nghiêm trọng khi nó trở nên khó khăn hơn trong việc tạo bộ xương cacbonat của chúng, lần lượt tác động xấu đến các loài sống dựa vào rạn san hô.
Tốc độ thay đổi hóa học trong đại dương hiện tại dường như là không có tiền lệ trong lịch sử địa chất của Trái Đất, làm thể hiện một điều không rõ rằng như thế nào hệ sinh thái biển sẽ có thể thích ứng với các điều kiện thay đổi của tương lai gần. Sự quan tâm đặc biệt là cách thức kết hợp của quá trình axit hóa với các yếu tố bổ sung làm nhiệt độ cao hơn và hàm lượng oxy giảm xuống sẽ ảnh hưởng đến các vùng biển.

### Sóng biển

Khi sóng đi vào vùng nước nông, nó chậm lại và tăng độ cao sóng.

Gió thổi trên bề mặt một vực nước tạo thành sóng có phương vuông góc với hướng gió. Ma sát giữa khối không khí và nước gây ra bởi làn gió nhẹ làm tạo thành những vế gợn sóng. Gió mạng thổ trên mặt biển tạo ra các sóng lớn hơn và khi khối không khi chuyển động sẽ đẩy mặt nước làm tạo thành các font sóng dâng cao. Sóng đạt đến độ cao lớn nhất khi mà tốc độ tại lúc đó nó di chuyển gần bằng với vận tốc gió. Ở vùng nước mở, khi gió thổi liên tục (như ở Nam bán cầu trong Roaring Forties), kéo dài.(tr83–84) Nếu gió giảm, thì sự hình thành sóng cũng giảm, nhưng các sóng đã hình thành trước đó vẫn tiếp tục chuyển động theo hướng ban đầu cho đến khi chúng vỗ vào bờ. Kích thước của sóng phụ thuộc vào quãng đường mà nó truyền qua và độ mạnh cũng như thời gian gió tiếp xúc với mặt nước. Khi sóng gặp những loại sóng khác đến với những hướng khác nhau, sự giao thoa giữ hai sóng có thể tạo các vùng biển bất thường.
Phần cao của sóng được gọi là đỉnh sóng; phần thấp nhất được gọi là chân sóng; và khoảng cách giữa các đỉnh được gọi là bước sóng. Sóng bị gió đẩy qua bề mặt của đại dương, nhưng điều này đại diện cho một sự truyền năng lượng và không phải là một chuyển động ngang của nước. Khi sóng đi tới, các phân tử nước tại một điểm dâng cao lên và khi tĩnh sóng, chúng đi xuống, các phân tử nước chuyển động theo một mô hình tròn mỗi lần sóng đi qua. Những phân tử ở gần bề mặt di chuyển nhanh hơn so với những phân tử ở dưới. Khi sóng tiếp cận bờ và di chuyển vào vùng nước nông, chúng thay đổi đặc điểm. Nếu tiếp xúc ở một góc tới bất kỳ, sóng có thể uốn cong hoặc ôm xung quanh các vật thể như đá hoặc mũi đất. Khi các phân tử nước dao động ở dưới cùng của cột sóng tiếp xúc với đáy biển, ma sát giữa các phân tử nước và các bãi biển làm tốc độ truyền sóng chậm lại, khoảng cách giữa các đỉnh sẽ thu hẹp lại và biên độ sóng tăng lên. Lúc này theo mặt cắt sóng, phần đỉnh sóng di chuyển nhanh hơn so với phần chân sóng, và cuối cùng là xuất hiện hiện tượng "sóng vỡ" khi đỉnh chờm về phía trước (so với chân sóng). Chúng tràn lên bãi biển trước khi rút trở lại biển do ảnh hưởng của trọng lực.
Sóng thần là một loại sóng bất thường gây ra bởi các sự kiện có năng lượng lớn không thường xuyên như động đất hoặc trượt lở đất dưới biển, sự va chạm của thiên thạch, núi lửa phun trào hoặc lở đất xuống biển. Các sự kiện này có thể làm dâng cao hoặc hạ thấp mặt nước biển tạm thời trong khu vực bị ảnh hưởng, thường khoảng vài foot. Thế năng của nước biển bị choáng chỗ này được chuyển thành động năng, tạo ra sóng nông, một dạng sóng thần, tỏa ra phía ngoài với vận tốc vài foot vuông theo độ sâu và sau đó chuyển động nhanh hơn trong vùng biển mở so với trên thềm lục địa. Trong vùng biển mở và sâu, sóng thần có bước sóng vào khoảng 80 đến 300 dặm (130 đến 480 km), chuyển động với vận tốc hơn 970 km/h (hơn 600 dặm/giờ) và thường có độ cao nhỏ hơn 1 mét (3 foot), vì vậy chúng thường không được chú ý (quan sát) trong giai đoạn này. Ngược lại, sóng biển do gió có bước sóng vài trăm foot, chuyển động với vận tốc lên đến 65 dặm Anh trên giờ (105 km/h) và có chiều cao sóng đến 45 foot (14 mét).
Một sự kiện xảy ra trên thềm lục địa có thể gây ra sóng thần địa phương ở phía bờ và khoảng cách sóng thần di chuyển qua đại dương. Năng lượng sóng chỉ bị phân tán từ từ, nhưng trải rộng ra toàn font sóng, vì vậy khi sóng tỏa ra nhiều hướng từ nguồn, font sóng kéo dài hơn và năng lượng trung bình giảm xuống, khi đó bờ biển sẽ bị tác động bởi sóng yếu hơn. Tuy nhiên, vì vận tốc sóng bị khống chế bởi chiều cao sóng nên nó không thể di chuyển với cùng vận tốc theo mọi hướng, và điều này ảnh hưởng đến hướng truyền của font sóng-được gọi là khúc xạ-mà có thể tập trung sức mạnh của sóng thần tiến vào một số khu vực và làm suy yếu nó bởi những yếu tố khác tùy thuộc vào địa hình dưới đáy biển.

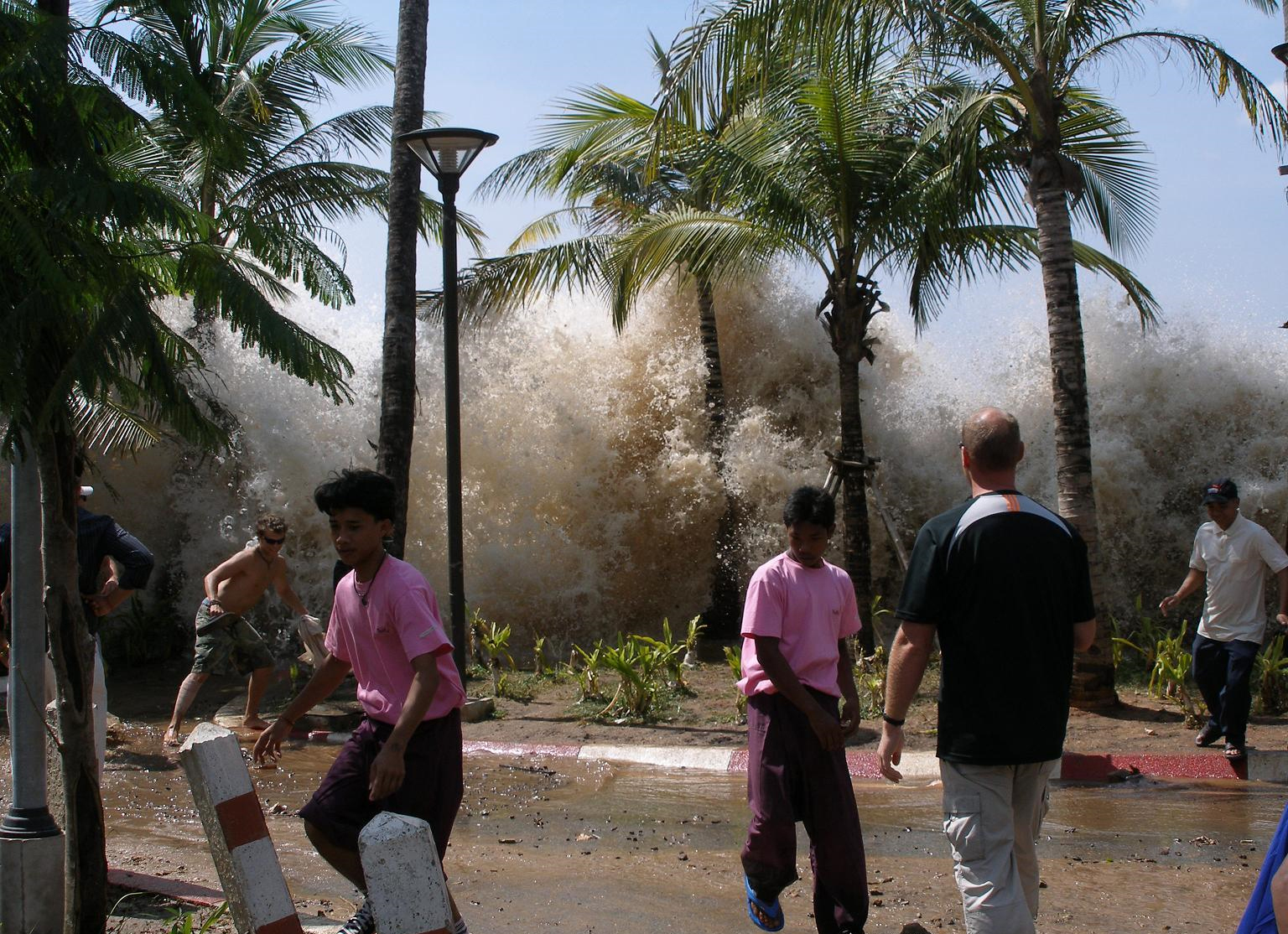
Sóng thần 2004 ở Thái Lan

Khi sóng thần di chuyển vào vùng nước nông hơn vận tốc của nó giảm, bước sóng của nó ngắn lại và biên độ tăng lên vô cùng lớn, như cách mà sóng do gió đi vào vùng nước nông, nhưng quy mô thì lớn hơn rất rất nhiều. Bụng hoặc đỉnh của sóng thần có thể đến bờ biển trước. Trong trường hợp bụng sóng đến trước, biển rút trở lại và rời khỏi làm lộ ra vùng dưới triều gần bờ, đây là một cảnh báo quan trọng trong việc nhận biết sóng thần sắp ập đến. Khi đỉnh sóng đến, nó thường không vỡ nhưng lao vào trong bờ, làm ngập lụt tất tả những gì trên đường đi của nó. Phần lớn sự phá hủy có thể do nước lụt rút/kéo trở lại biển sau khi sóng thần tấn công, mang theo những mãnh vỡ và con người. Nhiều trận sóng thần thường sinh ra từ các sự kiện địa chất riêng lẻ và đến bờ từng đợt khoảng 8 phút đến 2 giờ. Đợt sóng đầu tiên đến bờ có thể không phải là lớn nhất hoặc phá hoại mạnh nhất. Thỉnh thoảng, sóng thần có thể chuyển thành sóng triền lớn, đặc biệt là vùng vịnh nông hay cửa sông. Hệ thống cảnh báo sóng thần hoạt động dựa trên nguyên tắc ghi nhận các sóng địa chất gây ra bởi các trận động đất chuyển động khắp thế giới với vận tốc khoảng 14.400 kilômét (8.900 mi)/giờ, cho phép các khu vực bị đe dọa được cảnh báo khả năng sóng thần tấn công. Những số liệu đo đạc từ mạng lưới các trạm đo mực nước biển có thể xác nhận hoặc dỡ bỏ cảnh báo sóng thần.

### Thủy triều

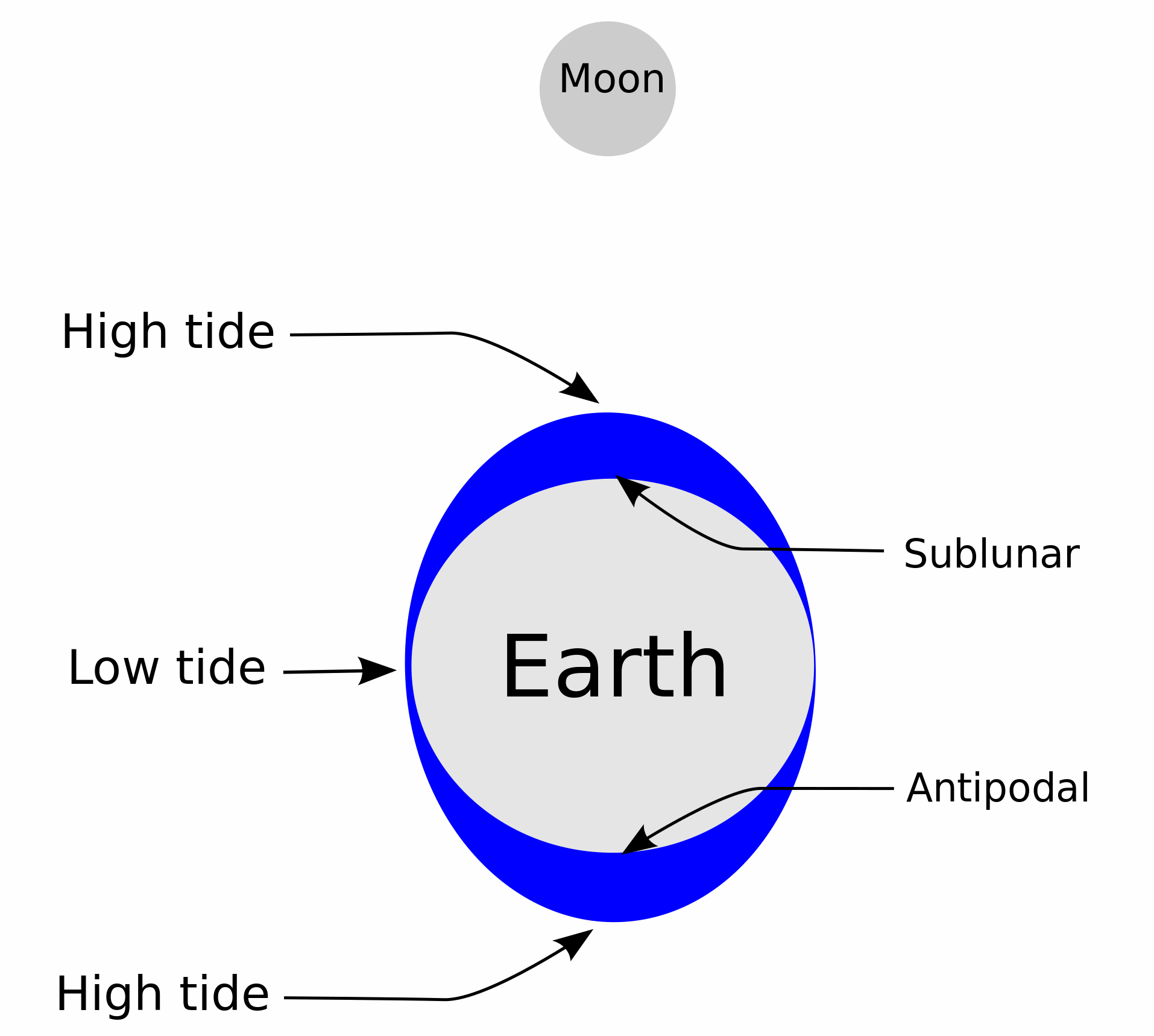
Triều cao (lam) ở các điểm gần nhất và xa nhất của Trái Đất theo Mặt Trăng

Thủy triều là sự dâng cao và hạ thấp mực nước trong biển và đại dương, là kết quả tương tác của lực trọng trường từ Mặt Trăng và Mặt Trời, và những ảnh hưởng do sự quay của Trái Đất. Trong mỗi chu kỳ triều, tại một địa điểm cho trước, mực nước dâng lên cao nhất được gọi là "triều cao" trước khi triều rút đi đến vị trí thấp nhất thì được gọi là "triều kiệt" hay "triều thấp". Khi nước rút,nó để lộ ra phần trước bờ, đới này được gọi là đới gian triều. Biên độ dao động giữa triều cao và triều thấp được gọi là biên độ triều.
Một chu kỳ triều diễn ra trong 24 giờ 50 phút, đó là thời gian mà Trái Đất tiến hóa hoàn toàn và trả Mặt Trăng về vị trí của nó trước đó so với người quan sát Khối lượng Mặt Trăng nhỏ hơn Mặt Trời khoảng 27 triệu lần, nhưng nó gần Trái Đất hơn Mặt Trời 400 lần. Lực thủy triều giảm nhanh theo khoảng cách, vì vậy mặt trăng có ảnh hưởng lên thủy triều gấp đôi Mặt Trời. Phần phình ra xuất hiện trong đại dương ở nơi mà Trái Đất gần Mặt Trăng nhất, bởi vì nó chịu ảnh hưởng của lực trọng trường từ Mặt Trăng mạnh hơn. Mặt đối diện của Trái Đất, lục tác động của mặt trăng khi đó là yếu nhất và điều này tạo ra một chỗ phình khác. Khi Mặt Trăng quay quanh Trái Đất, các vị trí phình ra này cũng sẽ lần lượt di chuyển theo quanh Trái Đất. Lực hấp dẫn của Mặt Trời cũng tác động lên các biển, những ảnh hưởng của nó ít mạnh hơn so với Mặt Trăng, và khi Mặt Trời, Mặt Trăng và Trái Đất nằm trên một trục thẳng hàng (lúc trăng tròn và trăng non), ảnh hưởng kết hợp làm tạo ra các đợt "triều cường". Ngược lại, khi Mặt Trời nằm trên trục vuông góc với trục của Mặt Trăng và Trái Đất, sự ảnh hưởng trọng trường kết hợp tác động lên thủy triều sẽ gây ra "triều kiệt".
Dòng chảy thủy triều của nước biển bị hạn chế bởi quán tính của nước và có thể bị ảnh hưởng bởi phần đất liền. Ở những nơi như vịnh Mexico nơi mà đất liền ở đây làm hạn chế sự phình ra, chỉ có một lần xuất hiện triều cao mỗi ngày. Trên bờ của đảo có thể có chu kỳ triều phức tạp với bốn lần triều cao. Các eo biển đảo ở Chalkis thuộc Euboea có các dòng chảy mạnh đột ngột chuyển hướng, thường 4 lần mỗi ngày nhưng có thể lên đến 12 lần mỗi ngày khi Mặt Trăng và Mặt Trời vuông góc. Ở nơi có vịnh dạng phễu hoặc cửa sông, biên độ triều có thể rất lớn. Vịnh Fundy là một ví dụ điển hình với biên độ triều đạt 15 m (49 ft). Mặc dù thủy triều tuân theo những quy tắc và có thể dự đoán được, nhưng ở một số nơi cao độ này chịu ảnh hưởng bởi các yếu tố khác; độ cao của triều lớn có thể bị giảm xuống bởi gió xa bờ và dâng lên bởi gió gần bờ. Áp suất cao của trung tâm xoáy nghịch đẩy nước xuống và liên quan đến triều thấp bất thường trong khi các vùng áp thấp có thể làm độ cao triều cực lớn. Nước dâng do bão có thể xuất hiện khi gió có tốc độ cao tấn công vào bờ biển ở những vùng nước nông và điều này kết hợp với áp suất thấp có thể làm dâng cao mực nước biển đáng kể cùng lúc triều cường. Năm 1900, Galveston, Texas đã hứng chịu đợt nước dâng cao 15 ft (5 m) trong trận bão Galveston 1900 làm ngập thành phố và cướp đi hơn 3.500 người và phá hủy 3.636 căn nhà.

### Hải lưu

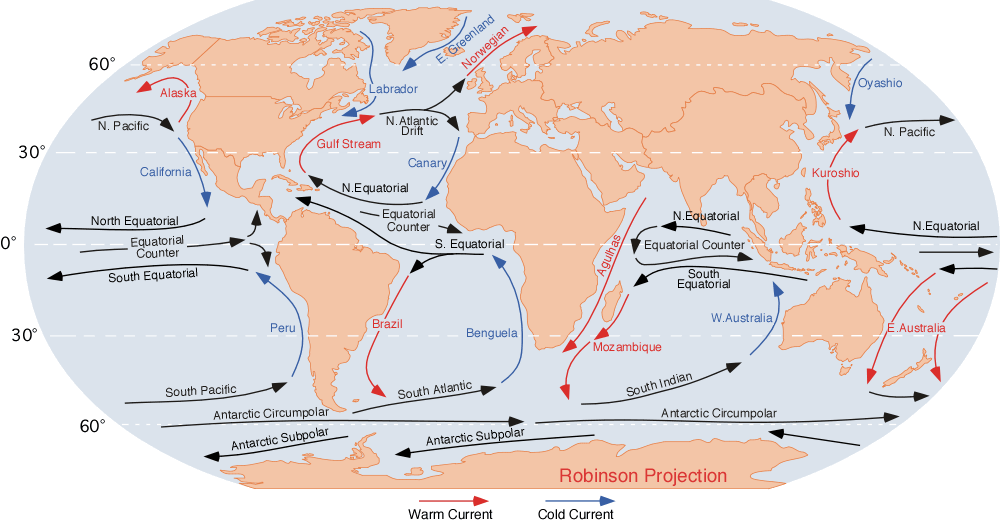
Các dòng hải lưu mặt: màu đỏ là dòng ấm, màu xanh là dòng lạnh

Gió thổi trên mặt biển gây ra ma sát tại mặt thoáng tiếp xúc giữa khối không khí và biển. Không chỉ tạo sóng mà nó còn làm cho nước ở bề mặt chuyển động cùng chiều với chiều gió. Mặc dù gió đổi chiều, ở bất kỳ một nơi nào nó thổi theo một hướng duy nhất và điều này có thể hình thành dòng chảy trên mặt. Gió thổi về hướng tây thường nằm ở vĩ độ trung bình còn gió thổi về hướng đông chủ yếu ở vùng nhiệt đới. Khi nước chuyển động theo cách này, các dạng nước khác chảy vào lấp đầy khoảng trống và sự chuyển động vòng tròn của các hải lưu mặt được gọi là vòng hoàn lưu (Ocean gyre). Có 5 vòng hoàn lưu chính trong các đại dương thế giới: 2 vòng hoàn lưu ở Thái Bình Dương, 2 ở Đại Tây Dương và 1 ở Ấn Độ Dương. Các vòng hoàn lưu nhỏ hơn được tìm thấy trong các biển nhỏ hơn và một vòng riêng biệt chảy quanh Nam Băng Dương. Các vòng hoàn lưu này chảy theo các lộ trình giống nhau qua hàng ngàn năm, được dẫn dắt bởi địa hình của đất liền, hướng gió và hiệu ứng Coriolis. Các dòng hải lưu mặt chảy theo chiều kim đồng hồ ở Bắc Bán cầu và ngược chiều kim đồng hồ ở Nam Bán cầu. Nước chuyển động ra xa xích đạo là nước nóng, và nước tuần hoàn trở lại mất hầu hết nhiệt của chúng. Các dòng hải lưu này có khuynh hướng điều hòa khí hậu của Trái Đất, làm lạnh vùng xích đạo và làm ấm các vùng ở vĩ độ cao hơn. Khí hậu toàn cầu và dự báo thời tiết chịu ảnh hưởng mạnh mẽ bởi các đại dương trên thế giới, vì vậy mô hình hóa khí hậu toàn cầu sử dụng các mô hình tuần hoàn nước đại dương cũng như các thành phần chính khác như khí quyển, bề mặt đất, sol khí và băng biển. Các mô hình đại dương sử dụng một nhánh của vật lý là động lực chất lưu địa vật lý, nó mô tả dòng chảy của lưu chất ở quy mô lớn như nước biển.

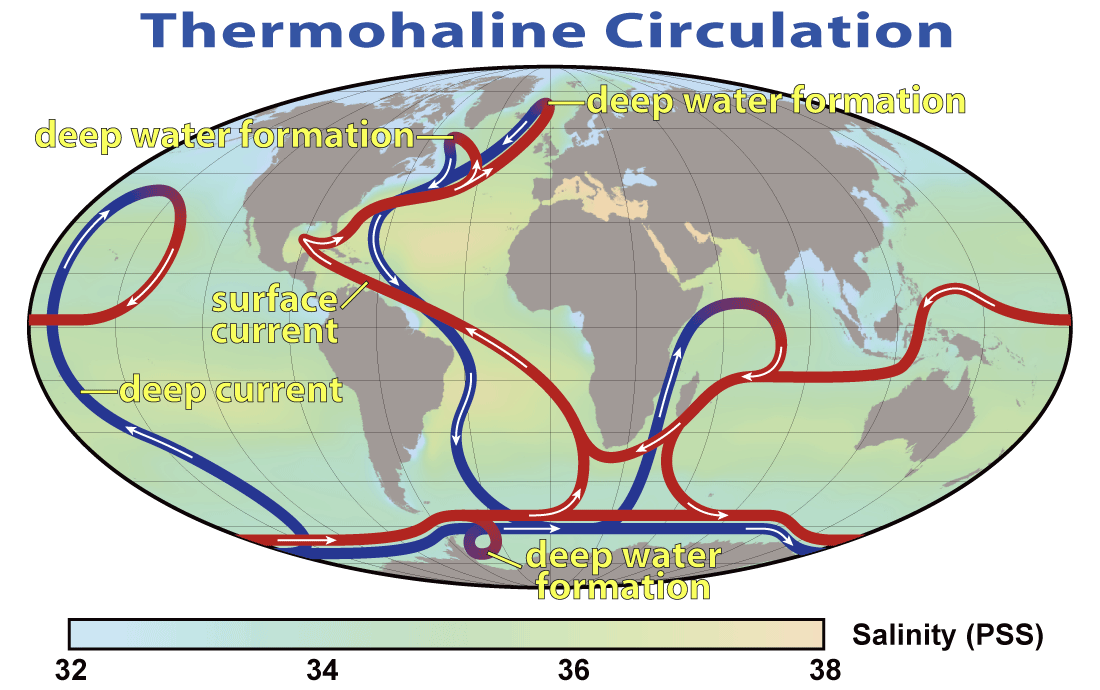
Chuyển động của các dòng hải lưu màu xanh, các dòng ấm hơn màu đỏ

Các dòng chảy trên bề mặt chỉ ảnh hưởng đến vài trăm mét trên cùng của biển, nhưng cũng có các dòng chảy lớn ở những độ sâu khác nhau gây ra bởi sự chuyển động của các khối nước dưới sâu. Dòng hải lưu sâu chảy qua tất cả các đại dương trên thế giới và được gọi là vòng tuần hoàn muối nhiệt. Sự chuyển động này chậm và được điều khiển bởi sự khác biệt về tỷ trọng của nước do sự khác biệt về độ mặn và nhiệt độ giữa các đại dương. Ở vĩ độ cao, nước được gia lạnh bởi nhiệt độ không khí thấp và trở nên mặn như biển băng kết tinh. Cả hai yếu tố này làm cho nó đặc hơn, và nước chìm xuống dưới. Từ biển sâu gần Greenland, nước kiểu này chảy về phía nam giữa các lục địa ở hai bên bờ Đại Tây Dương. Khi nó đạt đến Nam Cực, nó kết hợp với các khối lạnh khác, chìm xuống và chảy về phía đông. Sau đó nó chia tách thành hai dòng di chuyển về phía bắc vào Ấn Độ Dương và Thái Bình Dương. Ở đây nó từ từ ấm lên, trở nên ít dày đặc hơn, trồi lên bề mặt và tiếp tục lặp lại vòng tuần hoàn đó. Một số dòng chảy trở lại vào Đại Tây Dương. Phải mất một ngàn năm để mô hình lưu thông này hoàn tất.
Bên cạnh các hoàn lưu, có nhiều hải lưu trên bề mặt tạm thời xuất hiện trong một số điều kiện đặc biệt. Khi sóng chạm tới bờ ở một góc nhất định, dòng chảy ven bờ được tạo ra khi nước bị đẩy chạy dọc theo bờ biển. Nước xoáy lên các bãi biển khi góc tới thẳng góc và dòng rút ra chảy dưới đáy do tác dụng của trọng lực. Sóng vỡ càng lớn, các bãi biển càng dài và góc tới bờ càng xiên, dòng chảy ven bờ càng mạnh. Các dòng chảy này có thể mang một lượng lớn cát hoặc sạn, tạo thành các đê cát ngầm, bào mòn các bãi biển và tạo ra các kênh phù sa. Dòng xoáy có thể xuất hiện khi nước tích lũy gần bờ từ các đợt sóng lớn và chảy ra phía biển theo một kênh ngầm dưới đáy. Có thể xuất hiện một khoảng trống trong một đê cát hoặc gần các công trình nhân tạo. Các dòng chảy mạnh này có thể có vận tốc lên đến 3 ft (0,9 m)/giây, có thể hình thành ở nhiều nơi khác nhau ở các giai đoạn khác nhau của thủy triều và có thể cuốn người tắm ra xa nếu không cẩn thận. Các dòng trồi tạm thời xuất hiện khi gió đẩy nước ra xa từ đất liền và nước ở sâu hơn dâng lên để thế vào vị trí đó. Dòng nước lạnh này thường rất giàu chất dinh dưỡng và có thể khiến thực vật phù du cũng như các sinh vật khác của biển phát triển mạnh.

### Các bồn đại dương

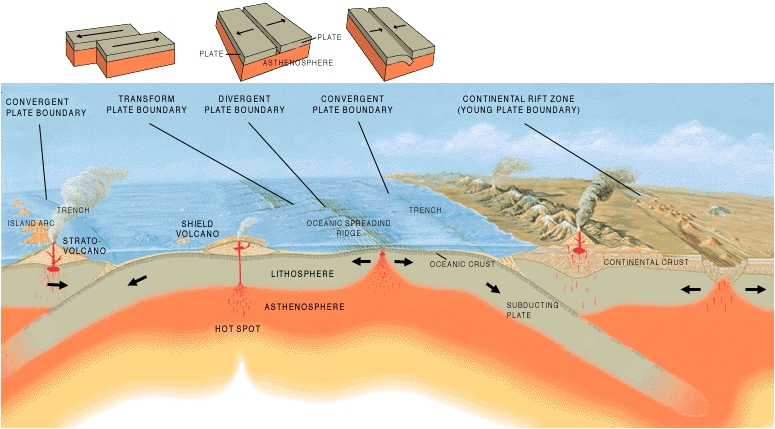
Ba loại ranh giới mảng

Trái Đất được cấu tạo bởi lõi có từ tính, bên ngoài là thạch quyển rắn, đến manti chủ yếu ở dạng lỏng và nhân trong ở thể rắn Trên đất liền, vỏ Trái Đất được gọi là vỏ lục địa, trong khi phần vỏ dưới biển được gọi là vỏ đại dương. Vỏ đại dương được cấu tạo bởi bazan tương đối nặng và dày từ 5 đến 10 km. Thạch quyển tương đối mỏng (so với các lớp khác) nổi trên manti mềm hơn và nóng hơn nằm bên dưới và bị vỡ ra thành các mảng kiến tạo. Ở giữa đại dương, mácma trồi lên liên tục từ đáy biển ở ranh giới giữa các mảng để tạo thành sống núi giữa đại dương và các dòng đối lưu manti có khuynh hướng đẩy hai mảng xa ra nhau, chúng chuyển đông song song nhau và ngày càng gần bờ hơn. Một mảng đại dương có thể trượt bên dưới một mảng đại dương khác theo quá trình được gọi là hút chìm. Các máng nước sâu được hình thành ở nơi hút chìm này và quá trình bày đi cùng với sự ma sát khi các mảng trượt lên nhau. Sự tích lũy năng lượng ma sát trong quá trình chuyển động này khi giải phóng sẽ sinh ra động đất, giải phóng nhiệt và mác ma được phun ra tạo thành các núi dưới đáy biển, một số núi có thể tạo thành một chuỗi các đảo núi lửa ở gần các máng nước sâu. Ở gần một số ranh giới giữa đất liền và biển, các mảng đại dương hơi nặng hơn trượt bên dưới các mảng lục địa và cũng hình thành các máng nước sây. Khi chúng va nhau, các mảng lục địa bị biến dạng và hình thành các dãy núi và phát sinh địa chấn.
Rãnh đại dương sâu nhất trên Trái Đất là rãnh Mariana với bề rộng khoảng 2.500 kilômét (1.600 mi) dưới đáy biển. Nó nằm gần quần đảo Mariana,đây là một quần đảo núi lửa ở Tây Thái Bình Dương, và có bề rộng trung bình chỉ 68 kilômét (42 mi), điểm sâu nhất của nó là 10.994 km bên dưới mặt nước biển. Một rãnh đại dương dài hơn chạy dọc theo bờ biển Peru và Chile, có độ sâu 8.065 mét (26.460 ft) và rộng khoảng 5.900 kilômét (3.700 mi). Nó là kết quả của sự hút chìm của mảng đại dương Nazca bên dưới mảng lục địa Nam Mỹ và liên quan đến hoạt động núi lửa của Andes.

### Bờ biển
Khu vực mà đất liền tiếp giáp biển được gọi là bờ biển và phần đất nằm giữa triều thấp nhất và nơi cao nhất mà sóng vỗ tới được gọi là đới sóng vỗ. Bãi biển là nơi tích tụ cát hoặc đá cuội trên bờ biển. Phần đất liền nhô ra biển được gọi là mũi đất. Phần lõm vào của đường bờ đặc biệt là giữa hai mũi đất được gọi là vịnh. Đường bờ chịu ảnh hưởng của nhiều yếu tố như độ mạnh của sóng tới bờ, sự thay đổi của địa hình đáy gần bờ, thành phần và độ cứng của đá cấu tạo bờ, độ nghiêng của sườn bờ và sự thay đổi về cao độ của đất liền do sự nâng lên hoặc nhấn chìm. Thông thường, sóng cuộn về phía bờ biển với tốc độ từ sáu đến tám mỗi phút và chúng được gọi là sóng tích tụ vì chúng có xu hướng bồi đắp vật liệu cho bãi biển và ít ảnh hưởng xâm thực. Sóng bão tiến vào bờ rất nhanh và được gọi là sóng phá hủy vì chúng mang vật liệu ra khỏi bãi biển. Dưới ảnh hưởng của chúng, cát và đá cuội trên bãi biển là vật liệu được mang đến và mang đi. Vào lúc thủy triều cao, năng lượng của sóng bão tác động đến chân vách đá có tác dụng làm đảo lộn khi không khí trong các vết nứt và khe hở được nén và sau đó mở rộng nhanh chóng khi giải phóng áp lực. Đồng thời, cát và sỏi có tác dụng ăn mòn khi chúng tán vào đá. Điều này có xu hướng làm cắt chân vách núi, và các quá trình phong hóa bình thường như tác động của sương giá sau đó, gây ra sự phá hủy tiếp theo. Dần dần, một địa hình bằng phẳng hình thành do sóng phát triển ở chân vách đá và điều này có tác dụng bảo vệ, giảm ảnh hưởng xâm thực do sóng.
Vật liệu được mang từ rìa của đất liền cuối cùng lắng đọng trong biển. Ở đây nó là đối tượng tiêu hao khi dòng chảy song song bờ khuấy động mang ra các lạch và vận chuyển cá và cuội ra khỏi nơi ban đầu của chúng. Trầm tích được mang ra biển bởi các con sông tích tụ trên đáy biển tạo thành các đồng bằng châu thổ ở cửa sông. Tất cả vật liệu này di chuyển qua lại dưới đáy do ảnh hưởng của sóng, thủy triều và dòng chảy. Việc nạo vét loại bỏ các vật liệu này và đào sâu các kênh nhưng có thể có tác ảnh hưởng không lường được ở những nơi khác trên bờ biển. Các chính phủ có những nỗ lực chống lụt bằng các kè biển, đê biển và các công trình bảo vệ khác. Các kè sông Thames được thiết kế để bảo vệ London từ một cơn bão và các đê được xây dựng nhằm kiểm soát dòng nước và bảo vệ những vùng đất lấn biển khỏi sự xâm thực. Một trong những đê nhân tạo dài nhất là hệ thống đê sông Mississippi, với tổng chiều dài khoảng 1.000 kilômét (620 mi) ven sông từ Cape Girardeau trên châu thổ sông Mississippi, và mục đích của đê này này bảo vệ thành phố New Orleans. Sân bay quốc tế Hồng Kông được xây dựng trên một đảo nhân tạo lớn, được hình thành khi nối và lắp bằng hai đảo với diện tích 9,38 kilômét vuông (3,62 dặm vuông Anh) trên đáy biển.

### Mực nước biển
Trải qua hầu hết lịch sử địa chất, mực nước biển từng cao hơn ngày nay.(tr74) Yếu tố chính làm thay đổi mực nước biển theo thời gian là kết quả của sự thay đổi vỏ đại dương, với xu hướng nhấn chìm tiếp diễn trong thời gian dài. Vào thời kỳ băng hà cực đại gần đây nhất, khoảng 20.000 năm trước, mực nước biển thấp hơn mực nước ngày nay khoảng 120 mét (390 ft). Trong vòng ít nhất 100 năm gần đây, mực nước biển đã và đang dân lên với tốc độ trung bình khoảng 1,8 milimét (0,071 in)/năm. Hầu hết sự tăng cao mực nước biển này có thể có sự góp mặt của sự gia tăng nhiệt độ của biển và kết quả giãn nở nhiệt nhẹ ở 500 mét (1.600 ft) nước trên mặt. Yếu tố khác chiếm khoảng 1/4 là từ các nguồn nước trên đất liền như tuyết và băng hà tan và việc khai thác nước dưới đất phục vụ cho tưới tiêu và các nhu cầu nông nghiệp và con người khác. Sự gia tăng có khuynh hước từ sự ấm lên toàn cầu được dự báo là tiếp tục cho đến ít nhất là cuối thế kỷ XXI.

### Chu trình nước
Biển đóng là một phần trong chu trình nước, trong đó, nước bốc hơi từ biển, chuyển động trong khí quyển ở dạng hơi nước, ngưng tụ, rơi xuống ở dạng mưa hoặc tuyết, do đó duy trì sự sống trên đất liền, và phần lớn nước sẽ trở về biển. Thậm chí ở sa mạc Atacama, nơi có ít mưa trong năm, các đám mây dày đặc sương mù được gọi là camanchaca thổi vào từ biển và hỗ trợ sự sống của thực vật ở đây.
Ở Trung Á và các vùng đất liền khác, có bồn trũng endorheic mà không có lối thoát ra biển, ngăn cách với biển bởi các dãy núi hoặc các đặc điểm địa chất tự nhiên có khả năng ngăn chặn nước thoát đi. Biển Caspi là lớn nhất trong nhóm này. Dòng chính của nó là sông Volga, không có dòng chảy ra và sự bay hơi của nước làm cho nó mặn vì khoáng chất hòa tan tích tụ. Biển Aral ở Trung Á và Hồ Pyramid ở miền Tây Hoa Kỳ là ví dụ về các vực nước mặn nội địa mà không có hệ thống thoát nước ra ngoài. Một số hồ endorheic ít mặn, nhưng tất cả đều nhạy cảm với sự thay đổi trong chất lượng của các nước chảy vào.

### Chu trình cacbon
Các đại dương chứng một lượng cacbon tuần hoàn chủ động lớn nhất trên thế giới và xếp thứ 2 chỉ sau thạch quyển về lượng cacbon mà nó có. Lớp mặt của đại dương giữ một lượng lớn cacon hữu cơ hòa tan, loại này được trao đổi nhanh chóng với khí quyển. Nồng độ cacbon vô cơ hòa tan trong lớp nước sâu cao hơn 15% so với của lớp nước mặt và nó duy trì trong khoảng thời gian dài hơn. Dòng muối nhiệt trao đổi cacbon giữa hai lớp nước này.
Cacbon đi vào đại dương khi cacbon dioxide trong khí quyển hòa tan vào các tầng nước mặt và bị biến đổi thành axit cacbonic, bicarbonat và carbonat:
CO2 (aq) + H2O {\displaystyle \leftrightarrow } H2CO3 {\displaystyle \leftrightarrow } HCO3− + H+ {\displaystyle \leftrightarrow } CO32− + 2 H+.
Quá trình này giải phóng các ion hydro (H+
), làm giảm pH của đại dương.
Nó cũng đi vào đại dương qua các con sông ở dạng cacbon hữu cơ hòa tan và được biến đổi bởi các sinh vật quang hợp thành cacon hữu cơ. Loại cacon này có thể hoặc được trao đổi thông quan chuỗi thức ăn hoặc tích tụ dưới các tầng giàu cacbon hơn, sâu hơn ở dạng các tế bào mềm, chết hoặc vỏ sò và xương ở dạng calci cacbonat. Nó lưu thông trong lớp này trong khoảng thời gian dài trước khi chúng lắng đọng hoặc được trả lại vào nước mặt lưu thông qua dòng muối nhiệt.

## Sự sống ở biển

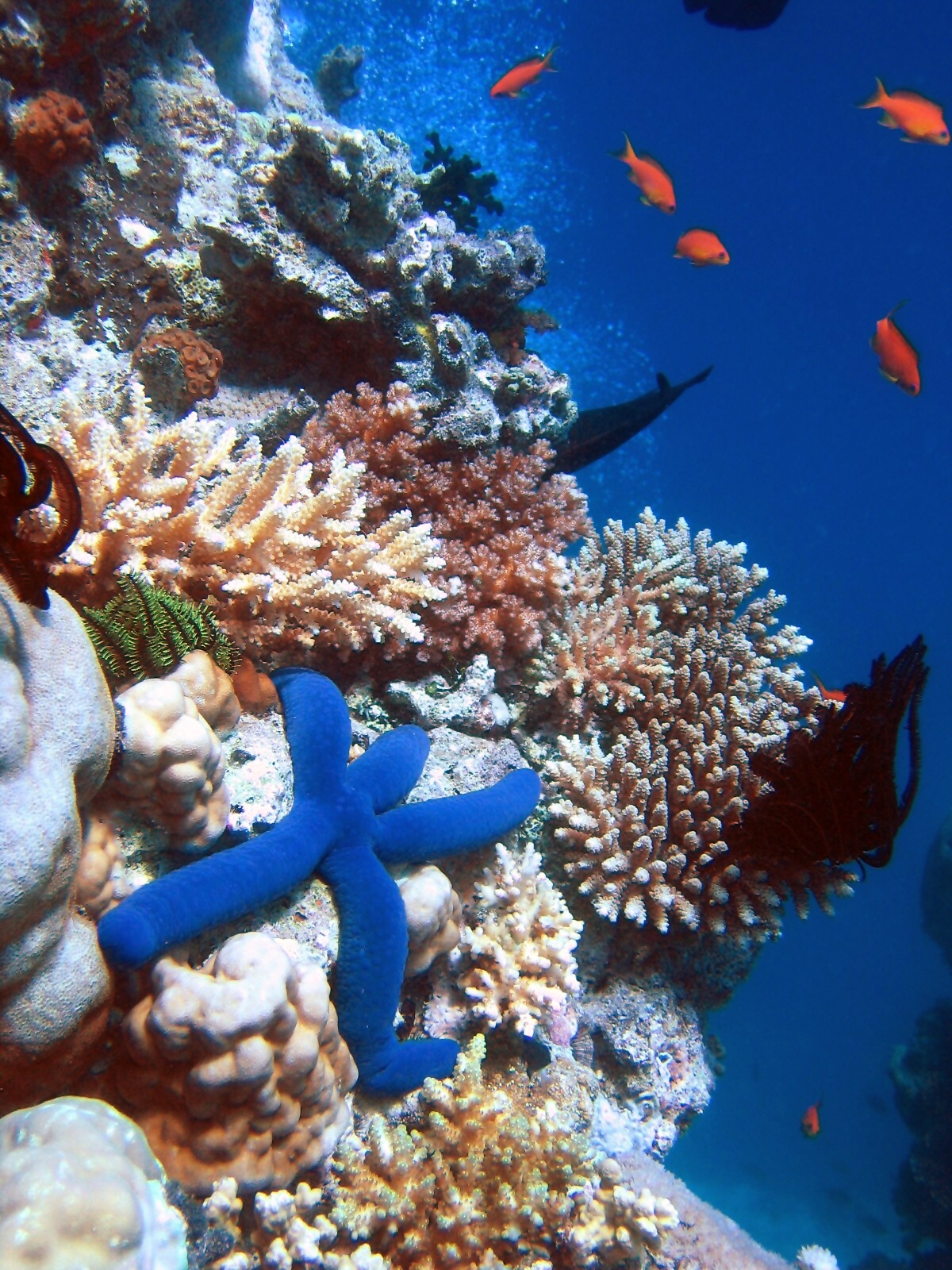
Rạn san hô là một trong những nơi cư trú đa dạng sinh học nhất trên Trái Đất.

Đại dương là mái nhà của tập hợp đa dạng các dạng sống dùng nó làm nơi cư trú. Do ánh sáng Mặt Trời chỉ chiếu sáng ở các tầng nước trên cùng, cho nên phần lớn đại dương chìm trong bóng tối vĩnh viễn. Mỗi vùng khác nhau về nhiệt độ và độ sâu cung cấp nơi trú ngụ cho một tập hợp duy nhất các loài sinh vật, môi trường biển trên tổng thể bao trùm toàn bộ sự sống đa dạng rộng lớn. Nơi cư ngụ biển có phạm vi từ vùng nước bề mặt cho tới những rãnh đại dương sâu nhất, bao gồm rạn san hô, rừng tảo biển, đồng cỏ biển, vũng nước triều, bãi bùn và bãi cát, tầng đá đáy biển và vùng biển khơi. Sinh vật sống trong vùng biển có kích cỡ lớn như cá voi dài 30 mét cho đến thực vật nổi và động vật phù du cỡ vài micrô mét, nấm, vi khuẩn và vi rút, bao gồm các vi rút ăn vi khuẩn biển mới được khám phá gần đây (những vi rút mà sống bên trong vi khuẩn). Sự sống ở biển đóng một vai trò quan trọng trong chu trình cacbon nhờ các sinh vật quang tổng hợp biến đổi cacbon đioxyt hòa tan trong nước biển thành cacbon hữu cơ và nó có tầm quan trọng kinh tế đối với con người trong vai trò cung cấp và khai thác nguồn thủy sản.(tr204–229)
Sự sống có thể đã bắt đầu từ biển và mọi nhóm chính động vật đều có mặt ở đây. Các nhà khoa học chỉ chưa đồng tình chính xác nơi mà sự sống ở biển xuất hiện: thí nghiệm Miller-Urey cho thấy một món "súp" các chất hóa học loãng tồn tại trong vùng nước rộng, nhưng có chứng cứ gần đây cho rằng bao gồm các nguồn nước nóng từ núi lửa, trầm tích sét hạt mịn, hoặc các "mạch khói phun đen" dưới đáy biển sâu, tất cả chúng đều bảo vệ cho sinh vật không bị phá hủy dưới bức xạ cực tím mà những bức xạ này không bị cản trở bởi bầu khí quyển sơ khai của Trái Đất.(tr138–140)

### Sinh cảnh đại dương
Sinh cảnh đại dương chia theo phương ngang thành bờ biển và sinh cảnh nước mặt thoáng. Sinh cảnh bờ biển mở rộng từ đường bờ tới biên giới của thềm lục địa. Hầu hết sự sống trong đại dương tìm thấy ở sinh cảnh bờ biển, mặc dù vùng thềm lục địa chỉ chiếm khoảng 7 phần trăm tổng diện tích đại dương. Sinh cảnh đại dương nước mặt thoáng nằm sâu trong lòng đại dương vượt bên ngoài thềm lục địa. Theo cách khác, sinh cảnh đại dương có thể chia theo phương đứng thành vùng biển khơi (nước mặt thoáng), vùng đáy chìm (ngay bên trên đáy đại dương) và nơi cư ngụ đáy biển (benthic). Cách phân chia thứ ba theo vĩ độ địa lý: từ vùng biển cực với thềm băng, biển băng và tảng băng trôi, cho tới vùng nước nhiệt đới.(tr150–151)
Rạn san hô, còn gọi là "rừng mưa của biển", chiếm ít hơn 0,1% bề mặt diện tích đại dương Trái Đất nhưng hệ sinh thái của nó chứa 25% mọi loài sinh vật biển. Những rạn san hô nhiệt đới là nổi tiếng nhất như rạn san hô Great Barrier ở Australia, nhưng các rạn san hô vùng nước lạnh cũng tồn tại nhiều loại sinh vật bao gồm san hô (chỉ có sáu loại san hô đóng góp vào sự hình thành rạn).(tr204–207)

### Tảo và thực vật
Thực vật sản xuất sơ cấp ở viển và các vi sinh vật ở dạng phiêu sinh phân bố rộng khắp và rất đa dạng. Vi tảo quang hợp, thực vật phù du, đóng góp một tỷ lệ lớn sản lượng sản phẩm quang hợp so với tất cả các rừng trên lục địa. Khoảng 45% sản phẩm sơ cấp của vật liệu sống trong biển là từ diatom. Phần lớn tảo, hay còn được gọi là rong biển, quan trọng đối với từng khu vực; Sargassum là dạng sống trôi nổi, trong khi loài kelp sống thành rừng ở đáy biển.(tr246–255) Thực vật có hoa ở dạng cỏ biển phát triển thành "đồng cỏ ở các vùng nước nông đáy cát, các dải rừng ngập mặn chạy ven bờ biển ở các vùng nhiệt đới và cận nhiệt đới, và thực vật Halophyte phát triển mạnh trong các đầm lầy ngập mặn thường xuyên. Tất cả các môi trường sống này có thể hấp thụ một lượng lớn cacbon và hỗ trợ đa dạng sinh học của các động vật lớn hơn và nhỏ hơn.
Ánh sáng chỉ có thể xuyên đến độ sâu 200 m (660 ft) vì vậy đây chỉ là một phần của biển nơi mà thực vật có thể phát triển. Các lớp trên mặt thường thiếu các hợp chất nitơ cung cấp cho hoạt động sinh học. Chu trình nitơ biển bao gồm những sự chuyển đổi vi sinh vật phức tạp bao gồm sự cố định nitơ, đồng hóa ni tơ, nitơ hóa, anammox, và khử nitơ. Một số quá trình này diễn ra trong các lớp nước sâu do đó nơi mà dòng nước lạnh trồi lên hoặc gần các cửa sông lại có nguồn dinh dưỡng dồi dào, thực vật phát triển mạnh hơn. Điều này có nghĩa các khu vực sản xuất mạnh nhất, giàu về phiêu sinh và cũng như cá chủ yếu là vùng ven bờ.(tr160–163)

### Động vật và các dạng sống khác
Các bậc phân loại động vật ở biển đa dạng hơn trên đất liền, nhiều loài ở biển chưa được phát hiện, và có nhiều loài được phát hiện mới hàng năm. Một số loài động vật có xương sống như chim biển, hải cẩu, rùa biển quay trở lại đất liền để sinh sản, nhưng cá, cá voi, và rắn biển hoàn toàn có vòng đời trong môi trường nước và nhiều ngành động vật không xương sống sống hoàn toàn ở biển. Thực tế, các đại dương tràn ngập sự sống và cung cấp nhiều vi môi trường sống khác nhau. Một trong số đó là môi trường bề mặt, mặc dù bị xáo trộn bởi sự vận động của sóng tạo nên môi trường giàu dinh dưỡng và là nơi sinh sống của các vi khuẩn, nấm, vi tảo, protozoa, trứng cá, và nhiều loại ấu trùng khác.

## Vai trò
Biển là nguồn cung cấp hơi nước để tạo ra mưa cho khí quyển. Mưa đã duy trì sự sống cho các sinh vật trên đất liền.
Biển là kho báu cho ngành hải sản, ngành sản xuất muối, du lịch biển. Hiện nay biển có 160000 loài động vật và 10000 loài thực vật.
Biển còn chứa vô số mỏ dầu ở dưới đáy đại dương. Trữ lượng dầu mỏ 21 tỉ tấn, khí tự nhiên 14 nghìn tỉ m³.
Rất nhiều mỏ nằm ở dưới đáy đại dương đã được con người khai thác từ lâu như sắt, lưu huỳnh, đồng, phosphor...
Ngoài ra biển chứa một lượng lớn các nguồi tài nguyên hóa học với trên 70 nguyên tố hóa học khác nhau: Natri, Clo, Kali, Nitơ... Không chỉ có biển mà thủy triều là nguồn năng lượng vô tận của nhiều quốc gia trên thế giới. Nhà máy thủy triều đầu tiên ở cửa sông Răng-xơ (Pháp) năm 1967 công suất là 240000 kW. Nhiệt độ của nước biển chệnh lệch rất lớn tạo ra 1 nguồn thủy nhiệt điện vô cùng to lớn; dựa vào nguyên lý đó mà người ta xây dựng những nhà máy thủy nhiệt. Nhà máy thủy nhiệt đầu tiên đang hoạt động ở Abidjan (Bờ Biển Ngà) với công suất 14000 kW
Vận tải đường biển xuất nhập khẩu có vai trò quan trọng trong buôn bán quốc tế, là chiếm lược của nền kinh tế của mỗi quốc gia. Vận tải biển chiếm 3/4 khối lượng hàng hóa trao đổi trên thế giới.

## Danh sách một số biển theo đại dương

### Thái Bình Dương
| - Biển Arafura - Biển Banda - Biển Bering - Biển Bismarck - Biển Bột Hải - Biển Bohol (còn được gọi là biển Mindanao) - Biển Camotes - Biển Celebes | - Biển Ceram - Biển Coral - Biển Đông - Biển Flores - Biển Halmahera - Biển Java - Biển Koro - Biển Molucca | - Biển Nhật Bản - Biển nội địa Seto - Biển Okhotsk - Biển Philippines - Biển Savu - Biển Sibuyan - Biển Solomon - Biển Sulu | - Biển Tasman - Biển Visayas - Biển Hoa Đông - Hoàng Hải - Vịnh Alaska - Vịnh Bắc Bộ. - Vịnh California (còn được gọi là biển Cortés) - Vịnh Carpentaria - Vịnh Hạ Long. - Vịnh Thái Lan |

### Đại Tây Dương
| - Biển Adriatic - Biển Aegea - Biển Azov - Biển Alboran - Biển Argentine - Biển Baltic - Biển Bắc - Biển Bothnia - Biển Caribe - Biển Celtic | - Biển Crete - Biển Đen - Biển Hebrides - Biển Ionia - Biển Ireland - Biển Labrador - Biển Ligure - Biển Manche - Biển Marmara - Biển Mirtoon | - Biển Na Uy - Biển Sargasso - Biển Thrace - Biển Tyrrhenus - Biển Wadden - Địa Trung Hải - Eo biển Davis - Eo biển Đan Mạch - Vịnh Biscay - Vịnh Bothnia | - Vịnh Campeche - Vịnh Chesapeake - Vịnh Fundy - Vịnh Guinea - Vịnh Mexico - Vịnh Phần Lan - Vịnh Sidra - Vịnh Saint Lawrence - Vịnh Venezuela |

### Ấn Độ Dương
| - Biển Andaman - Biển Ả Rập - Biển Đỏ | - Biển Timor - Vịnh Aden | - Vịnh Oman - Vịnh Ba Tư | - Vịnh Bengal - Eo biển Mozambique |

### Bắc Băng Dương
| - Biển Barents - Biển Beaufort - Biển Bering - Biển Chukchi | - Biển Đông Siberi - Biển Greenland - Biển Hoàng tử Gustav Adolf - Biển Kara | - Biển Laptev - Biển Lincoln - Biển Pechora - Biển Trắng | - Eo biển Kara - Vịnh Amundsen - Vịnh Baffin - Vịnh Hudson - Vịnh James |

### Nam Đại Dương
| - Biển Amundsen - Biển Bellingshausen - Biển Davis | - Vịnh Đại Úc - Biển Mawson - Biển Ross | - Biển Scotia - Vịnh Spencer - Biển Weddell | - Eo biển Bass - Vịnh Saint Vincent |

### Các biển kín
| - Biển Aral - Biển Caspia - Biển Chết - Biển Salton - Chott Melrhir | - Hồ Great Salt - Hồ Balkhash - Hồ Chad - Hồ Chilwa - Hồ Pyramid | - Hồ Turkana - Hồ Thanh Hải - Hồ Van - Issyk Kul - Namtso | - Ngũ Đại Hồ của Bắc Mỹ (đôi khi được coi là biển nội địa) - Hồ Tonlé Sap |

## Danh sách các biển theo diện tích bề mặt
| STT | tên vùng nước   | Diện tích bề mặt (dặm vuông) | Diện tích bề mặt (km vuông) |
| --- | --------------- | ---------------------------- | --------------------------- |
| 1   | Biển Philippine | 2.000.000                    | 5.177.762                   |
| 2   | Biển Coral      | 1.850.000                    | 4.791.000                   |
| 3   | Biển Ả Rập      | 1.491.130                    | 3.862.000                   |
| 4   | Biển Đông       | 1.351.936                    | 3.500.000                   |
| 5   | Biển Weddell    | 1.081.548                    | 2.800.000                   |
| 6   | Biển Caribe     | 1.063.000                    | 2.754.000                   |
| 7   | Địa Trung Hải   | 965,000                      | 2.500.000                   |
| 8   | Biển Tasman     | 900,000                      | 2.330.000                   |
| 9   | Biển Bering     | 873,000                      | 2.260.100                   |
| 10  | Vịnh Bengal     | 838,970                      | 2.172.000                   |

## Các biển ngoài Trái Đất
Các biển trên Mặt Trăng là những đồng bằng bazan rộng lớn mà trước đây các nhà thiên văn học cho rằng chúng có chứa nước và gọi chúng là "biển".
Nước ở trạng thái lỏng được cho là đã từng tồn tại trên bề mặt Hỏa Tinh trong quá khứ xa xăm và một số vùng lòng chảo trên Sao Hỏa được coi là các đáy biển đã khô cạn. Lớn nhất trong số đó là Vastitas Borealis; các "biển" khác là Hellas Planitia và Argyre Planitia.
Các "biển" trên Sao Hỏa

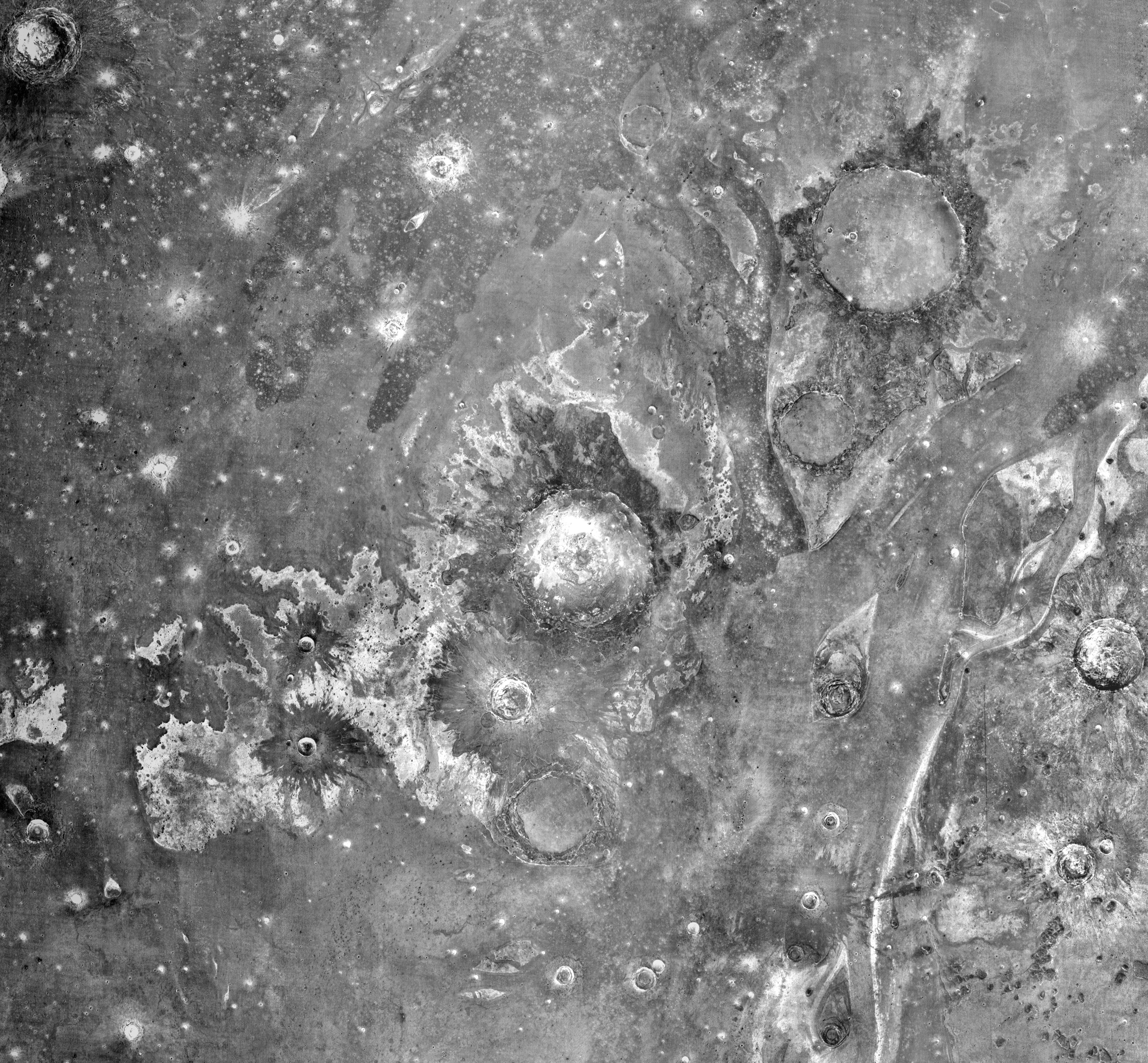
Acidalia
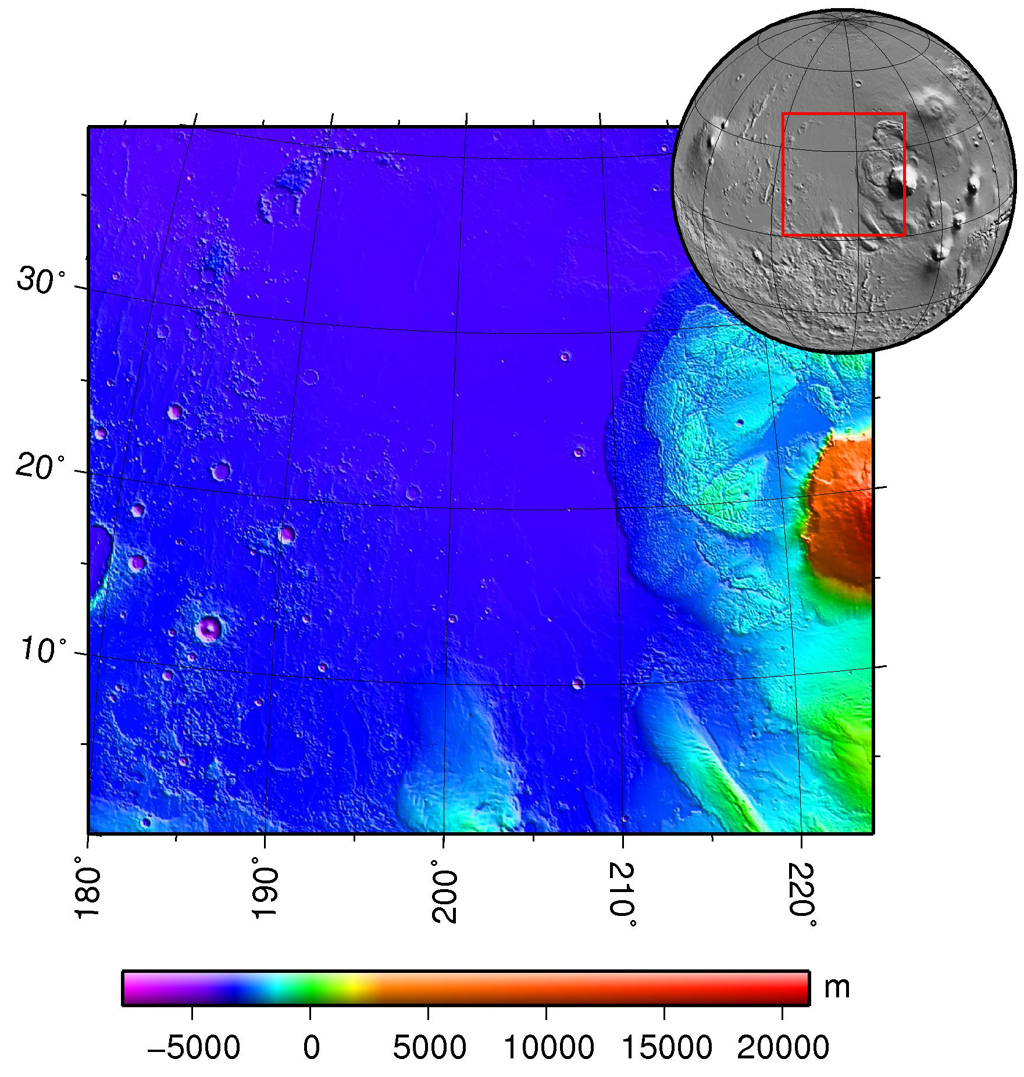
Amazonis
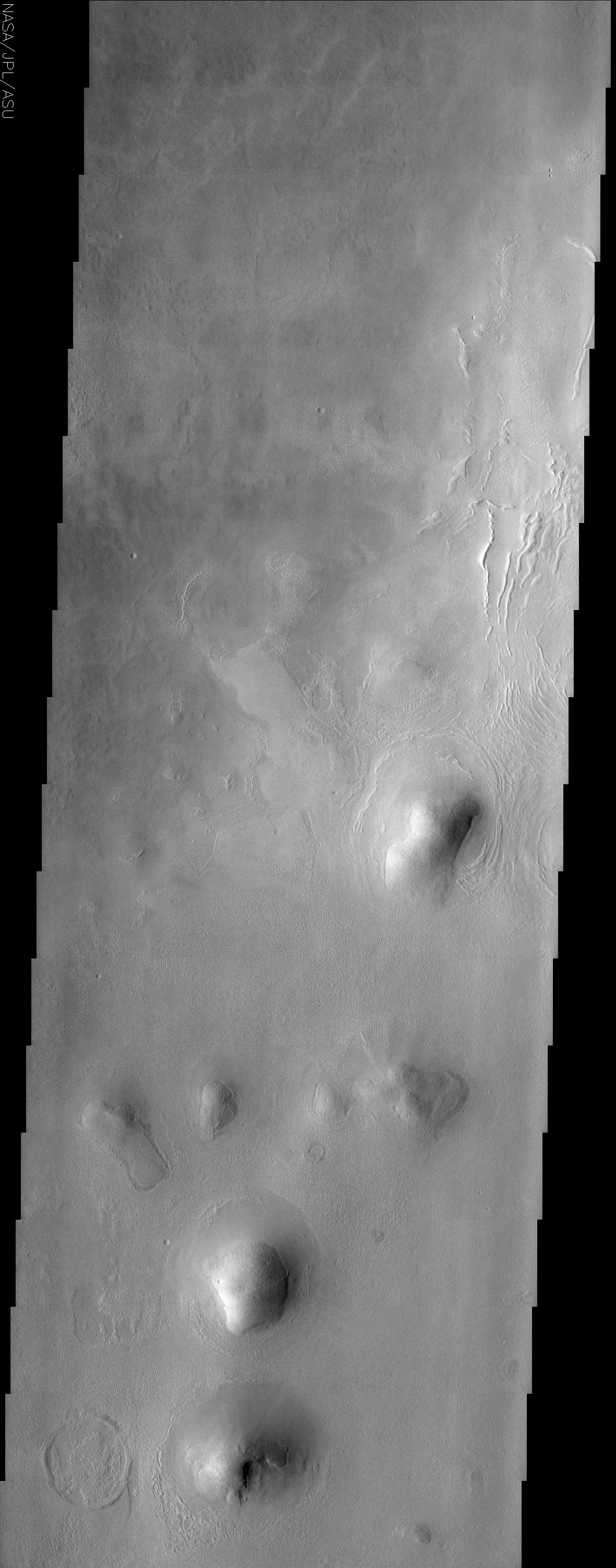
Arcadia
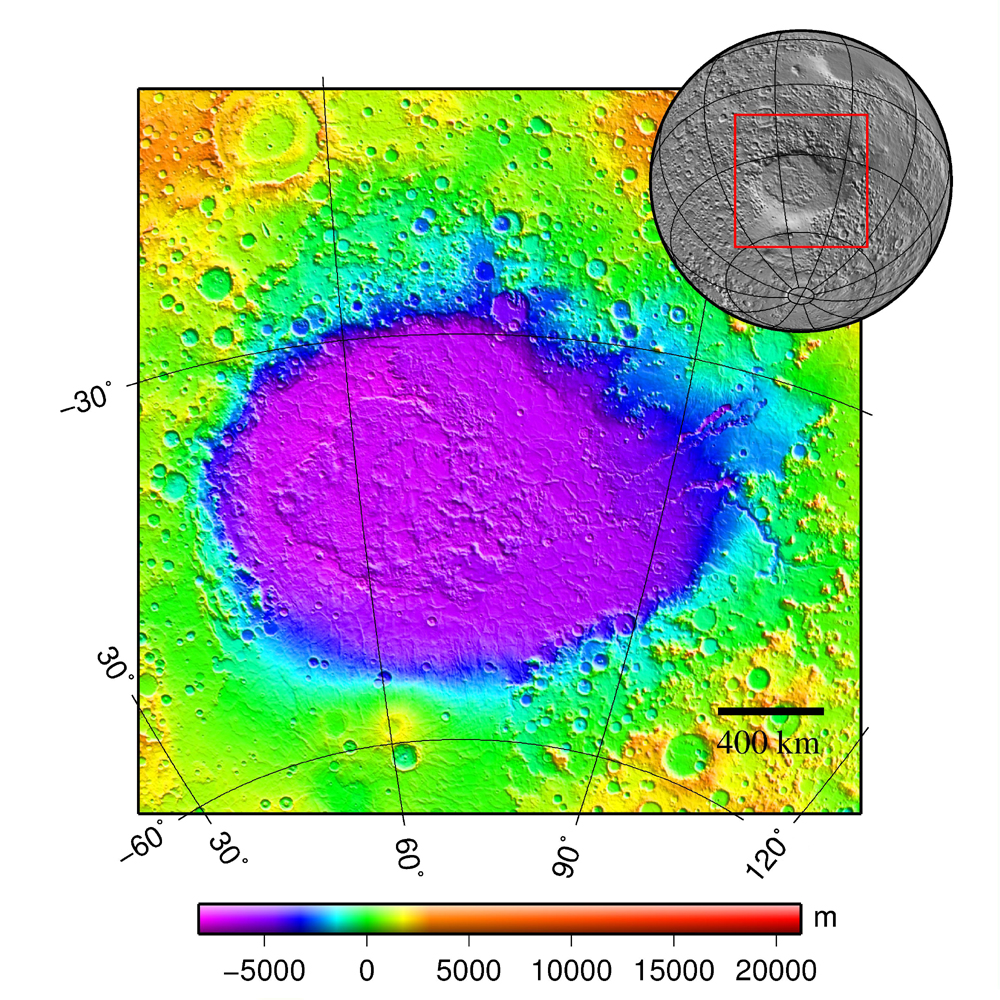
Hellas
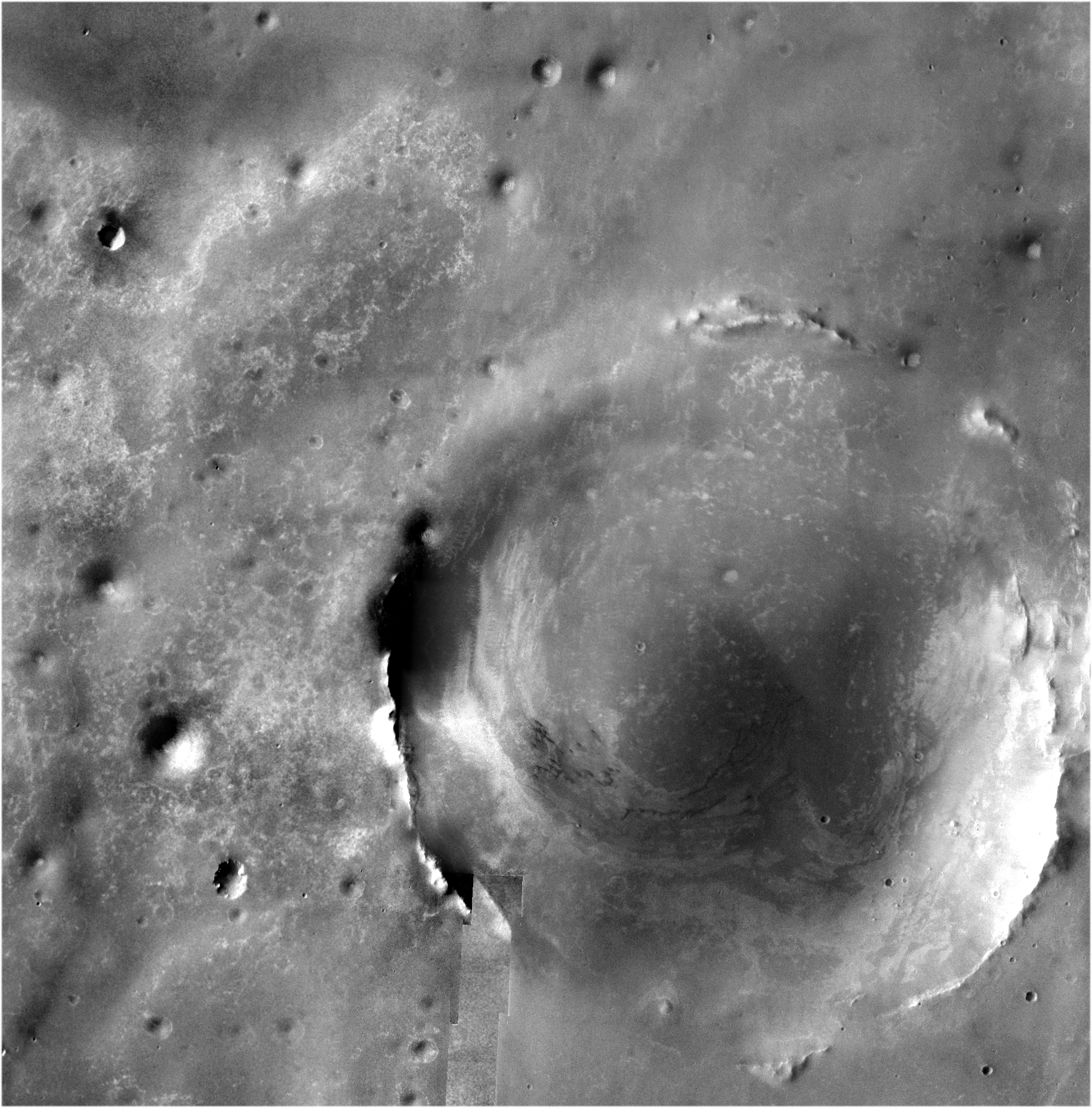
Meridiani
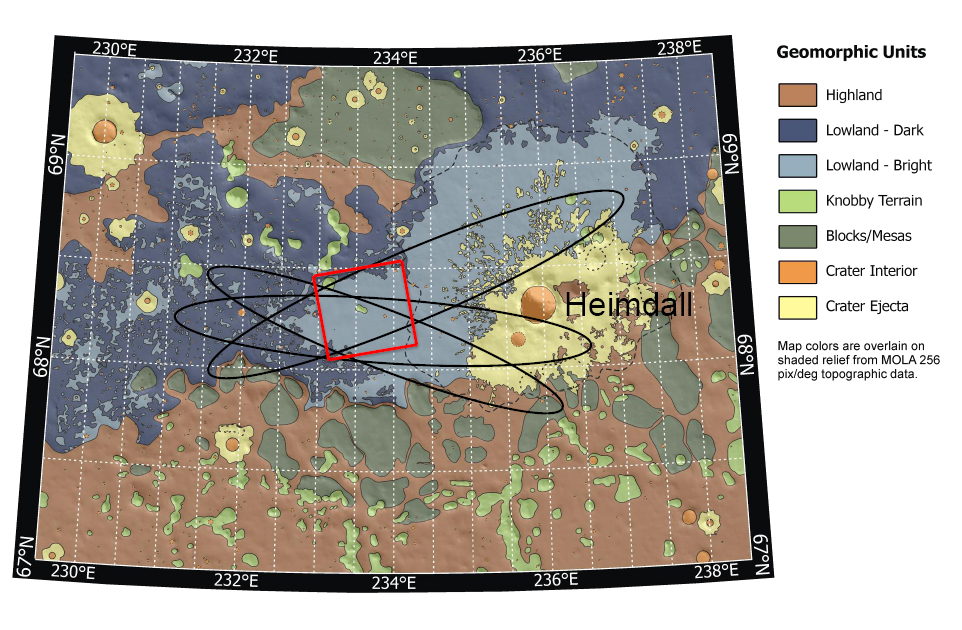
Vastitas Borealis

Nước ở trạng thái lỏng cũng được cho là có tồn tại dưới bề mặt của một số vệ tinh tự nhiên, chẳng hạn như Europa.
Hydrocarbon lỏng được coi là có mặt ở bề mặt của Titan, mặc dù nó có thể được miêu tả một cách chính xác hơn là "hồ" chứ không phải "biển". Sự phân bổ của các khu vực chứa chất lỏng này được hy vọng là sẽ được hiểu rõ hơn sau khi tàu thăm dò Cassini đến đây.

## Khoa học
Thuật ngữ "biển" cũng được sử dụng trong vật lý lượng tử. Biển Dirac là sự diễn giải của các trạng thái năng lượng âm, bao gồm có chân không.

## Biển và nhân loại

### Trong văn hóa

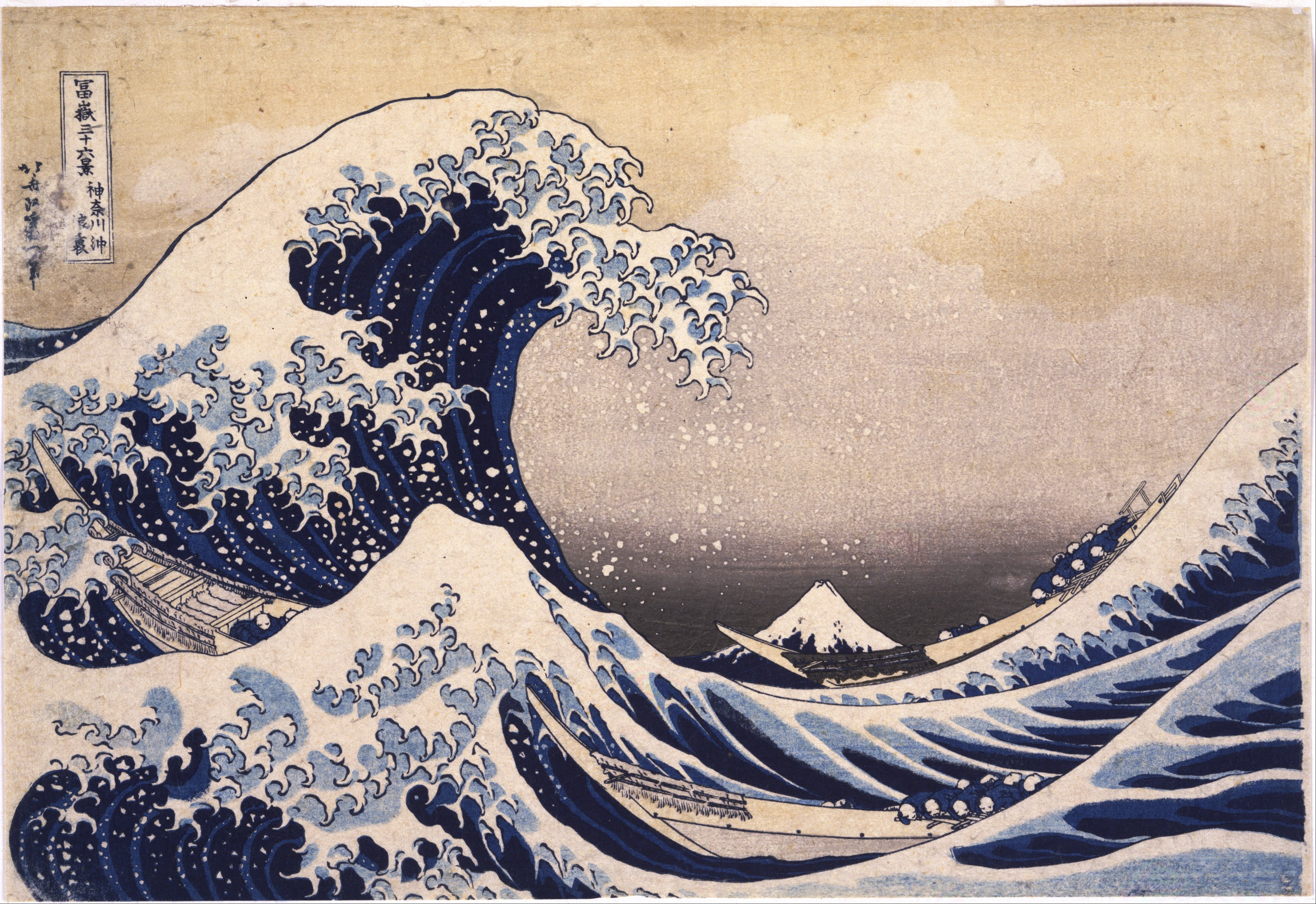
Bức tranh Kanagawa-Oki Nami-Ura của Hokusai Katsushika, khoảng năm 1830

Biển xuất hiện trong nền văn hóa nhân loại dưới những hình thức trái ngược nhau, vừa dữ dội nhưng lại thanh bình, vừa tốt đẹp nhưng đầy hiểm nguy.(tr10) Biển chiếm một vị trí trong văn học, nghệ thuật, thi ca, điện ảnh, sân khấu, âm nhạc cổ điển, thần thoại và giải mộng. Người cổ đại đã nhân cách hóa biển, và tin rằng nó được điều khiển bởi một thực thể và cần phải xoa dịu những cơn thịnh nộ của thực thể này, và một cách hình tượng hóa, nó đã được coi là một môi trường nguy hiểm, nơi sinh sống của các sinh vật quái dị; chẳng hạn như Leviathan trong Kinh Thánh,, Scylla trong thần thoại Hy Lạp, Isonade trong thần thoại Nhật Bản, và kraken trong thần thoại Bắc Âu cận đại. Các nền văn minh đã khai sáng thông qua thương mại bằng đường biển và sự thay đổi các quan niệm.(tr206–208)